# Hugo Chávez
Hugo Rafael Chávez Frías (Sabaneta, 28 luglio 1954 – Caracas, 5 marzo 2013) è stato un politico e militare venezuelano. È stato presidente del Venezuela dal 1999 fino alla sua morte, tranne durante la breve parentesi del colpo di Stato scoppiato nel Paese nel 2002.
Durante la sua lunga carriera presidenziale, Chávez promosse un suo personale modello politico votato all'integrazione dell'America Latina e all'anti-imperialismo, ponendosi inoltre come uno strenuo critico della globalizzazione neoliberista e della politica estera statunitense. La sua particolare filosofia politica è stata denominata chavismo, caratterizzata dalla commistione di bolivarismo, teologia della liberazione, marxismo d'ispirazione guevarista e castrista, terzomondismo e nazionalismo di sinistra, che, assieme al cosiddetto socialismo del XXI secolo, hanno costituito l'asse portante dell'ideologia del suo partito.
Chávez fondò il Movimento Quinta Repubblica (poi confluito nel Partito Socialista Unito del Venezuela nel 2008) dopo aver organizzato, il 4 febbraio 1992, un fallito colpo di Stato contro l'allora presidente Carlos Andrés Pérez. Chávez fu eletto presidente nel 1998, grazie alle sue promesse di aiuto per la maggioranza povera della popolazione venezuelana, e fu rieletto nel 2000, nel 2006 e nel 2012. In Venezuela, Chávez ha lanciato le cosiddette Missioni Bolivariane, i cui obiettivi sono quelli di combattere le malattie, l'analfabetismo, la malnutrizione, la povertà ed altri mali sociali. In politica estera, si è mosso contro il Washington consensus, sostenendo modelli di sviluppo economico alternativi e richiedendo la cooperazione dei paesi più poveri del mondo, specialmente quelli latino-americani.
I suoi critici e detrattori lo accusarono di essere un populista autoritario, rimproverandogli anche la sua vicinanza con alcuni Stati non-democratici e con Stati le cui modalità di governo, seppur formalmente democratiche, sono fortemente criticate dall'Occidente, come la Libia durante il regime di Muʿammar Gheddafi e l'Iran, mentre i suoi sostenitori lo considerano un rivoluzionario socialista e democratico, impegnato per la giustizia sociale. Poco dopo la quarta vittoria consecutiva alle elezioni presidenziali, nel 2012, Hugo Chávez ha prima dovuto ritirarsi gradualmente dalla scena politica ed è poi morto nel 2013, a causa di una grave forma di tumore, che lo aveva colpito nel 2011, e delle relative complicanze, lasciando il governo e la presidenza al suo successore designato, Nicolás Maduro.

## Biografia

### Origini familiari e infanzia
Chávez nacque a Sabaneta, nello stato federato di Barinas, il 28 luglio del 1954 in una modestissima famiglia d'origini mestize e zambe. Il futuro Presidente venezuelano non ha mai fatto mistero di queste sue origini etniche miste, dichiarando altresì di come abbiano inciso sulla maturazione della propria coscienza sociale e politica. Suo padre, Hugo de los Reyes Chávez, era un maestro elementare che, a causa delle ristrettezze economiche, per mantenere la numerosa famiglia fu obbligato ad affidare due dei figli, il piccolo Hugo e il fratello maggiore Adán, alla nonna paterna Rosa Inés, anch'ella residente a Sabaneta, in una tipica casetta da indio fatta di paglia e fango secco, costruita grazie a un sussidio statale.
Hugo e il fratello erano molto legati alla nonna, che chiamavano Mama, e il futuro presidente scrisse numerose lettere, anche dopo la morte della donna, dove la ringraziava per la sua infanzia felice con lei. Nonostante le migliori condizioni di vita, Chávez ebbe comunque problemi economici: fu rifiutato alle elementari perché non aveva un paio di scarpe, ma solo dei sandali di corda. Date le precarie circostanze economiche, Chávez contribuiva all'esiguo reddito familiare vendendo dolci fatti dalla nonna per le strade di Sabaneta.

### Carriera militare
All'età di diciassette anni si arruolò nell'Accademia venezuelana di Arti Militari. Dopo la laurea in Scienza e Arti militari, Chávez svolse per alcuni mesi il servizio militare. Si occupò anche di comunicazioni, gestendo un programma radio nell'esercito e partecipando in qualità di presentatore ad eventi ricreativi come concorsi di bellezza. In seguito si dedicò allo studio delle Scienze politiche all'Università Simón Bolívar di Caracas, che tuttavia lasciò senza ottenere una laurea.
Durante gli anni degli studi Chávez e i suoi compagni svilupparono una dottrina nazionalista di sinistra che chiamarono "bolivariana", ispirata dalla filosofia Panamericanista del rivoluzionario venezuelano dell'Ottocento Simón Bolívar, dall'influenza del presidente peruviano Juan Velasco Alvarado e dal pensiero di vari ideologi comunisti e socialisti tra cui Marx e Lenin. A influenzare la visione politica di Chávez furono anche il pensiero di Antonio Gramsci, quello di Antonio Negri e l'azione storica di Giuseppe Garibaldi. In questi anni, inoltre, si dedicò ad attività culturali ed eventi sportivi, giocando a baseball e softball, arrivando fino ai campionati nazionali, e scrivendo poesie, racconti e opere teatrali.
Di Simón Bolívar ne assorbì il pensiero, soprattutto sul concetto di integrazione e costruzione della Grande Colombia: Venezuela, Colombia, Ecuador, Perù e Bolivia. Ma già da cadetto aveva subito il fascino del Libertador Simón Bolívar, a cui per altro era intitolato il suo corso. Di indole ribelle, si mise spesso nei guai per non condividere le azioni di repressione dell'esercito, in quei tempi utilizzato come estensione della polizia.
Nacque così l'ideologia bolivariana, che inizialmente si sviluppò all'interno delle Forze Armate, dando vita già dal 1983 al Movimiento Bolivariano MBR-200, costituito per la maggior parte dai cadetti della "Promozione Simón Bolívar" che uscì dalle scuole militari nel 1975.

### Ilcaracazoe l'opposizione alla politica governativa
Nel 1989 scoppiò una protesta popolare contro il caro-vita, detta caracazo. Il governo incaricò anche i militari per il mantenimento dell'ordine pubblico; l'esercito ebbe anche l'ordine di sparare sulla folla, e massacrò migliaia di oppositori. Chávez e alcuni suoi colleghi bolivariani furono tra i pochi ufficiali che si rifiutarono categoricamente di eseguire quegli ordini, e non furono congedati o sanzionati per questo. Questo lo accreditò come un "amico del popolo" agli occhi di molti venezuelani.

### Il fallito colpo di Stato "bolivariano"
Promosso al grado di colonnello nel 1991, l'anno seguente, il 4 febbraio 1992, fu protagonista di un colpo di Stato da parte delle forze militari che tentò di rovesciare il legittimo presidente Carlos Andrés Pérez, che i bolivaristi ritenevano corrotto e filo-statunitense. Il golpe fallì, causando, secondo le voci ufficiali del Ministero della Difesa, 14 morti e 53 feriti, e Chávez fu arrestato e imprigionato. Prima di essere messo in custodia dalle forze dell'ordine, Chávez parlò in diretta sulla televisione nazionale, dichiarando di aver fallito "per ora" e promettendo un futuro migliore per il popolo venezuelano. Il suo arresto suscitò un ampio movimento popolare che ne chiedeva la liberazione; riacquistò la libertà nel 1994 grazie a un'amnistia, ma dovette abbandonare le Forze Armate.
La sua traiettoria politica cominciò a prendere corpo già durante gli anni nel carcere di Yare, in Valles del Tuy, e proseguì fino all'elezione alla presidenza del Venezuela, nel 1998.

### L'avvento al potere
Nel 1999 giurò per la prima volta per divenire presidente del Venezuela; fu ripetutamente eletto nel 2000, 2006 e 2012, promuovendo l'ideologia socialista e bolivarista, durante i quasi 14 anni di governo (vedi sezione La politica di Chávez), escluso il brevissimo periodo della sua deposizione temporanea (2002).

### Vita privata
Chávez è stato sposato due volte, con Nancy Colmenares e Marisabel Rodríguez (con quest'ultima dal 1999 al 2004), aveva quattro figli (Rosa Virginia, María Gabriela, Hugo "Huguito" Rafael, e Rosinés) ai quali ha sempre garantito la massima privacy e riservatezza, anche se spesso le figlie hanno partecipato con lui a eventi politici, nei suoi ultimi anni di vita.

#### La famiglia
Tutti i familiari di Chávez sono impegnati in politica. Il fratello maggiore Adán è stato ministro dell'educazione, mentre ora è l'attuale governatore dello stato di Barinas, Narciso è plenipotenziario (ossia responsabile degli accordi tra Cuba e Venezuela), Anibal è sindaco di Sabaneta (paese natale della famiglia), Argeny è segretario di Stato a Barinas, Adelis è consigliere d'amministrazione della Sofitasa, banca privata che gestisce alcuni fondi del governo.

#### Fede religiosa
Chávez era da sempre un cattolico praticante, benché seguisse politiche laiche. Sulla sua fede personale, vicina anche alla teologia della liberazione e al popolare sincretismo religioso venezuelano, ha detto tra l'altro, esprimendo il desiderio di incontrare Papa Benedetto XVI, durante la Mostra del cinema di Venezia nel 2009: 

#### Abitudini personali
Chávez ha affermato di masticare foglie di coca abitualmente, nonostante non facesse uso di alcol e non fumasse. Era un grande appassionato di sport, in particolare di baseball, e sostenne, con i proventi nazionali del petrolio, e tramite un apposito progetto statale, la carriera del giovane pilota automobilistico venezuelano Pastor Maldonado alla Williams F1. Molto nota anche la sua stretta amicizia con l'ex calciatore argentino Diego Armando Maradona e con il pugile venezuelano Edwin Valero.

### Malattia e morte
Chávez, dal giugno 2011 fino alla morte nel 2013, soffrì di un cancro nella regione pelvica, con metastasi al fegato, ai linfonodi e al midollo spinale. Fu ripetutamente operato in Venezuela e a Cuba, dove si sottopose a numerose cure, tra cui chemioterapia e radioterapia. Questo, in un primo momento, non gli impedì comunque di attendere ai suoi impegni politici. Dopo aver dichiarato in alcune occasioni di stare molto meglio, in occasione della Pasqua 2012, Chávez pregò pubblicamente per la propria salute, mentre si diffusero voci che fosse ormai malato terminale, tra chi diceva gli restassero pochi mesi e chi al massimo due anni di vita, e che soffrisse di rabdomiosarcoma alveolare metastatico, una forma di tumore molto grave e rara nelle persone adulte. Molti hanno sostenuto che Chávez nascondesse le sue reali condizioni per non danneggiare la fiducia dei cittadini nei suoi confronti, e facesse ampio uso di antidolorifici per apparire normale.

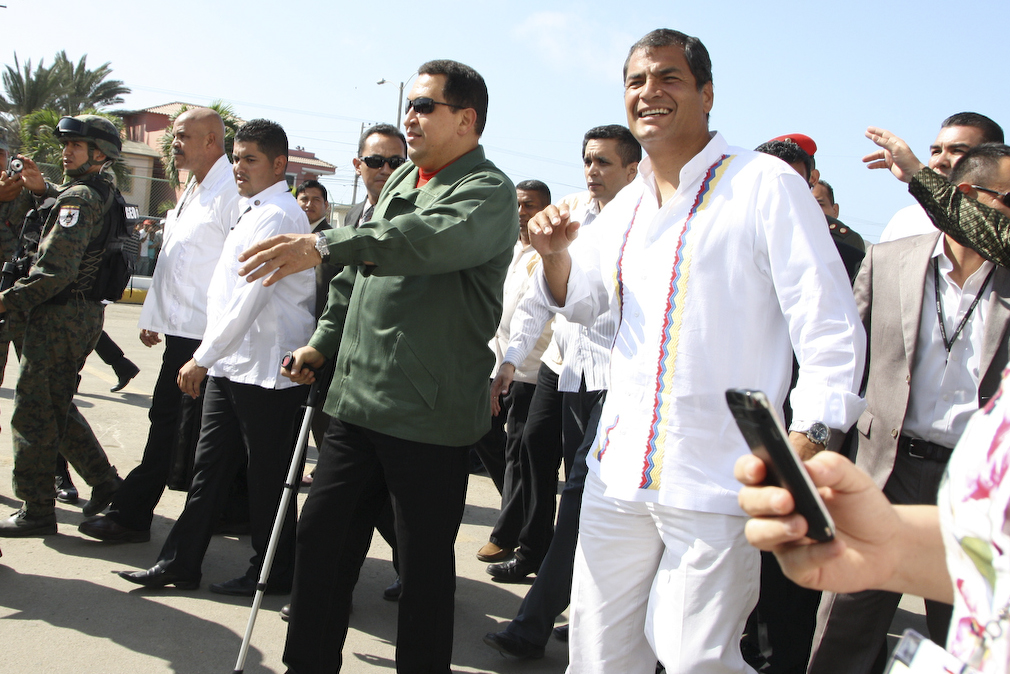
Chávez dopo la prima operazione, assieme al presidente dell'Ecuador Rafael Correa.

Secondo il sito WikiLeaks, che nel febbraio 2012 citò alcuni cablogrammi intercettati dei medici russi e cubani, Chávez avrebbe avuto non un rabdomiosarcoma, ma un tumore alla prostata all'ultimo stadio, esteso al colon e agli altri organi, anche se il governo venezuelano non ha mai divulgato l'esplicita diagnosi, parlando solo di tumore pelvico. Sempre secondo i documenti resi pubblici dal sito di Julian Assange, la malattia di Chávez lo avrebbe portato alla morte entro un anno, nel 2013, come in effetti avvenne.
Nel giugno 2012, annunciando la nuova candidatura alle elezioni presidenziali dell'ottobre di quell'anno, durante una manifestazione a cui partecipò assieme ai figli, affermò che le sue condizioni erano nettamente migliorate, e di aver camminato quasi fino a Caracas, per 10 km, indice delle buone condizioni fisiche. Successivamente, a luglio, dichiarò di essere completamente guarito e libero dal cancro, e di non aver bisogno di ulteriori cure. In realtà il cancro si ripresentò; fin da novembre cominciarono a circolare voci su una recidiva della malattia, che trovarono conferma ufficiale l'8 dicembre 2012 quando Chávez annunciò un nuovo ricovero in un ospedale dell'Avana, a Cuba, allo scopo di sottoporsi a nuove cure oncologiche.
Chávez aveva indicato come possibile successore il vicepresidente Nicolás Maduro, qualora non fosse stato in grado di completare il mandato presidenziale. Le condizioni di Chávez peggiorarono e nel gennaio 2013 il ministro delle comunicazioni venezuelano, Ernesto Villegas, comunicò che "il comandante ha mostrato complicazioni a seguito di una grave infezione polmonare che gli ha causato problemi respiratori".
Riportato a Caracas, e affetto anche da polmonite, Hugo Chávez morì il 5 marzo 2013, per un infarto cardiaco. La causa della morte non è stata direttamente il tumore ma l'infezione polmonare.
Maduro annunciò sette giorni di lutto nazionale, le esequie militari e i funerali di Stato per lo scomparso "Comandante", accusando inoltre gli Stati Uniti di avergli inoculato una malattia per ostacolarne la guarigione, o di avergli provocato il cancro stesso con l'esposizione a sostanze radioattive (cosa sostenuta dallo stesso Chávez, lamentando l'inquinamento delle multinazionali, collegato all'aumento dei tumori e malattie che hanno colpito negli anni numerosi leader politici latinoamericani) accusa respinta da Barack Obama, che ha espresso cordoglio per la scomparsa di Chávez, aprendo a un dialogo tra i due paesi. Ai funerali hanno partecipato, oltre a capi di Stato di tutto il mondo, anche personalità della cultura come il regista e attore statunitense Sean Penn, amico personale del politico scomparso:
(Sean Penn, il 6 marzo 2013)

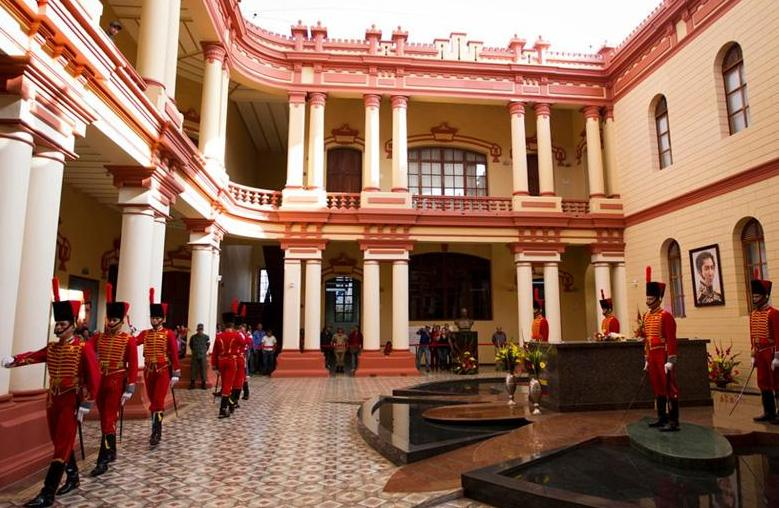
Tomba di Hugo Chávez.

Alcuni esperti, facendo paragoni con l'avvelenamento da polonio di Aleksandr Litvinenko, hanno mostrato scetticismo sul fatto che un tumore solido come quello prostatico possa essersi sviluppato in questo modo, necessitando di molti anni di esposizione, a differenza delle leucemie e dei tumori ematici. Inoltre la proposta inoculazione di cellule tumorali in zone del corpo, ha mostrato, in test di laboratorio, una percentuale estremamente bassa di riuscita. Il 6 marzo il Consiglio dei Diritti Umani dell'ONU ha decretato un minuto di silenzio per rendere omaggio a Hugo Chávez.
(l'ambasciatrice Anayansi Rodriguez Camejo, presso il Consiglio dei Diritti Umani ONU)
In America Latina sono state annunciate giornate di lutto nazionale in quasi tutti gli Stati. Dopo il funerale, fu annunciato che il corpo di Chávez sarebbe stato imbalsamato, come accaduto per Lenin, ed esposto al pubblico dietro una lastra di vetro nel mausoleo del Pantheon Nazionale, accanto alla tomba di Simón Bolívar. Tuttavia, le autorità venezuelane e la famiglia hanno rinunciato all'eventualità della mummificazione. Il corpo di Chávez è stato quindi inumato in una tomba presso il palazzo che ospita il Museo Storico Militare della Caserma de la Montaña. Cerimonie laiche e religiose si sono svolte in tutta l'America centro-meridionale, e anche in altri continenti; in Italia, il "prete di strada" don Andrea Gallo ha celebrato a Genova una messa in memoria dello scomparso presidente del Venezuela, definendolo "un grande statista sudamericano nella fede cattolica" e "una grande forza per trovare la via della liberazione", capace di unire varie culture nella lotta al capitalismo a difesa del suo paese.

## Chávez presidente
(Hugo Chávez, Discorso alla sessione per il 60º anniversario dell'ONU, 15 settembre 2005)

### Il primo mandato e la nuova costituzione (1999-2000)
Conquistatosi un vastissimo consenso presso le fasce popolari, nel 1997 Chávez creò un partito politico, il Movimento Quinta Repubblica (o MVR) alla guida del quale vinse le elezioni presidenziali del 6 dicembre 1998 con il 56,2% dei voti. La sua campagna elettorale era basata sul progetto di una nuova costituzione che potesse permettere una rifondazione del paese, passando dalla "Quarta Repubblica", quella nata con il "Patto di Punto Fijo", alla "Quinta Repubblica". Il nome "Quinta Repubblica" ha infatti questo significato: nuova costituzione e nuovo ordinamento giuridico. Altri temi della sua campagna, come la lotta alla corruzione e al degrado morale del paese vennero sempre subordinati all'idea di una nuova Carta Costituzionale e del conseguente rinnovamento dei poteri dello Stato.
Subito dopo il "giuramento da presidente", avvenuto il 2 febbraio 1999, Chávez incominciò la realizzazione del suo programma di governo indicendo un referendum, primo nella storia del Venezuela, per chiedere al popolo il consenso alla stesura di una nuova costituzione. I voti a favore superarono l'80%. Anche la seconda votazione per l'elezione dei membri dell'Assemblea Costituente fu un successo: i venezuelani gli diedero addirittura 120 seggi su 131, e l'MVR ottenne più del 60% dei voti.
L'insediamento dell'Assemblea Costituente, essendo "originaria", determinò automaticamente il decadimento temporaneo di tutti i poteri in vigore. Durante il periodo dell'Assemblea, il potere esecutivo, per far fronte alla disastrosa situazione socioeconomica in cui versava il Venezuela (oltre l'87% della popolazione viveva in condizioni di povertà e circa il 47% di povertà critica), chiese e ottenne il potere legislativo, come previsto dalla Ley abilitante. Nel dicembre del 1999, nacque la nuova costituzione, confermata da un altro referendum. Tra i punti più significativi:
- l'attenzione ai diritti umani,
- il passaggio della struttura dello Stato da una democrazia rappresentativa a una nuova forma chiamata Democrazia Participativa y Protagónica.
- l'istituzione del "referendum revocatorio" per tutte le cariche elettive, presidente compreso, nella seconda metà del mandato;
- la modifica del nome dello Stato del Venezuela in "Repubblica Bolívariana del Venezuela"
- la modifica della durata del mandato presidenziale da cinque a sei anni, con possibilità di una sola rielezione.

Approvata la nuova costituzione, tutte le cariche pubbliche elettive dovettero essere sottoposte al voto popolare e anche Chávez, rimesso il suo mandato, si ricandidò alle nuove elezioni presidenziali. Confermato a larga maggioranza (59,5% dei voti) il 30 luglio 2000, Chávez, a capo del nuovo parlamento (rinominato "Assemblea Nazionale") diede avvio all'attuazione della nuova costituzione. Chávez chiamò questa fase Rivoluzione Bolívariana Pacifica. Durante la campagna presidenziale, Chavez aveva lanciato l'idea di creare una Banca per lo sviluppo economico dei paesi del Sudamerica e da questi partecipata (Il concetto verrà poi ripreso nel 2006 e darà origine alla Banca del Sud).

### Secondo mandato (2000-2006)

#### Socialismo democratico

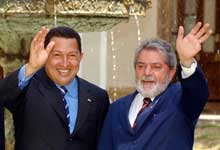
Hugo Chávez (a sinistra) e Lula (a destra).

Durante il primo mandato, i partiti di opposizione si sono dimostrati "forti, ma alquanto contenuti, [con] lamentele principalmente legate sugli aspetti procedurali relativi all'applicazione della costituzione".
La prima protesta organizzata contro il governo bolivariano avvenne a gennaio del 2001, allorché il governo Chávez tentò delle riforme nel campo dell'istruzione attraverso la proposta di risoluzione 259 e decreto 1.011, che prevedeva la pubblicazione di libri scolastici con propaganda bolivarista e imparzialità storica. Il movimento di protesta, organizzato principalmente da genitori del ceto medio i cui figli frequentavano scuole private, manifestarono nel centro di Caracas urlando lo slogan "Non combinate casini coi miei bambini". Chávez disapprovò la manifestazione e definì i manifestanti "egoisti e individualisti", ma la protesta riuscì a bloccare la riforma dell'istruzione e il governo si conformò a un piano di istruzione condiviso dall'opposizione.
Il 30 gennaio 2005, parlando al Convegno internazionale del Social Forum a Porto Alegre, in Brasile, Chávez offrì il suo aiuto alla causa no-global, dichiarandosi, inoltre, favorevole a un socialismo patriottico e democratico che "deve essere umanista e deve mettere gli esseri umani e non le macchine in condizioni di superiorità nei confronti di tutto e di tutti", concetto ribadito anche nella successiva riunione del suo governo, svoltasi nel febbraio del 2005.
L'azione di Chávez in realtà non risponde a un'ideologia ben definita e coerente: in generale il suo pensiero accoglie elementi del socialismo e del nazionalismo di sinistra e ha come riferimento principale la figura di Simón Bolívar. Se per gli oppositori interni ed esterni e per gran parte dei media internazionali il governo di Chávez s'incentra su una lotta costante contro le fasce più alte della popolazione, indistintamente da come abbiano costruito la loro ricchezza, secondo altri osservatori e studiosi delle problematiche del Sud America, la politica chavista mira al risanamento delle condizioni socioeconomiche disastrose della stragrande maggioranza dei venezuelani.
Tra le misure prese da Chávez, in gran parte reinvestendo i proventi petroliferi: lo stanziamento di 1641 miliardi di bolívar (circa 314 milioni di euro) per la ricerca scientifica, l'aumento del 40% degli stipendi degli insegnanti, borse di studio e istruzione gratuita, creazione di una banca popolare con bassi crediti per scopi sociali e umani, come l'acquisto di un alloggio familiare, creazione di cooperative, abolizione del latifondo, nazionalizzazione dei pozzi petroliferi, uscita del Venezuela dal Fondo Monetario Internazionale e dalla Banca Mondiale, blocco della fuga di capitali e della svalutazione del bolívar, incremento alla sanità pubblica con seicento centri di diagnostica. Il PIL venezuelano è cresciuto fino a 50 trilioni di bolivares nel 2006.

#### La politica estera
La politica estera di Chávez può essere meglio compresa tenendo conto di una visione imperialistica del mondo, dominato, secondo tale visione, dagli Stati Uniti. In quest'ottica egli ha promosso alleanze con i cosiddetti stati canaglia, ossia paesi non allineati oppure considerati non democratici dagli Stati Uniti (tra cui Cuba e l'Iraq di Saddam Hussein). Ciò ha generato una reazione da parte degli Stati Uniti, i quali hanno definito il Venezuela una minaccia per la sicurezza nazionale. Secondo alcuni, sarebbe questa la causa principale della presa di posizione statunitense. Secondo altri, la causa principale sarebbe la presenza di immensi giacimenti di petrolio nel Venezuela (i più grandi al mondo) e l'interesse degli Stati Uniti sarebbe unicamente economico, come accaduto con le guerre del golfo. Secondo dati diffusi, il Venezuela già esporta verso gli Stati Uniti buona parte del petrolio estratto e la causa dei conflitti potrebbe essere nel prezzo troppo alto oppure nel vantaggio del prezzo basso del greggio concesso agli "stati canaglia". Già nel 2004, i servizi segreti statunitensi, così come il Carter Center e l'Organizzazione degli Stati Americani avevano ribadito l'importanza di un governo democratico in Venezuela, soprattutto per l'importanza strategica data dal petrolio e, secondo questi, Chávez sarebbe una minaccia alla democrazia.
Chávez avrebbe persino accusato alcune ONG per i diritti umani di ricevere fondi dagli Stati Uniti al fine di rovesciare il governo. Queste, accusate di tradimento, avrebbero cominciato a ricevere telefonate e email minatorie da diverse parti e avrebbero cominciato ad avere timore.
Chávez incominciò a operare per il rafforzamento dell'OPEP (l'Organización de Países Exportadores de Petróleo; l'acronimo inglese è OPEC), anche grazie al miglioramento delle relazioni diplomatiche con tutti i paesi membri (dove si recò personalmente).
A livello continentale Chávez domandava un'integrazione dei paesi latino-americani da effettuarsi anche mediante l'ALBA (Alianza Bolivariana para América Latina y el Caribe) costituita in contrapposizione all'ALCA ("Area di Libero Commercio delle Americhe") voluta dagli Stati Uniti. Inoltre l'amicizia tra Venezuela e Cuba (che prevedeva ad esempio lo scambio tra la fornitura di petrolio venezuelano a prezzi vantaggiosi e il supporto della competenza medica cubana nell'ambito dei piani di miglioramento delle condizioni sanitarie del Venezuela e altri paesi sudamericani), così come quella con l'Iran e la Bolivia di Evo Morales, era vista con sospetto dagli Stati Uniti in quanto cambiava gli equilibri geopolitici e favoriva i Paesi definiti stati canaglia (dotandoli, ad esempio, di petrolio a basso costo). Tali argomentazioni erano utilizzate dall'opposizione per discreditare Chávez.
Sotto Chavez, il Venezuela riconosceva lo Stato di Palestina: per questo e per protesta contro il governo israeliano di centro-destra che il leader venezuelano accusò di volontà di genocidio contro i palestinesi, Chavez ha espulso l'ambasciatore israeliano nel 2009 interrompendo di fatto le relazioni diplomatiche tra i due paesi.
Oltre alla critica agli USA, con l'elezione di Barack Obama al posto del detestato Bush, Chavez ha detto di "volerlo aiutare". Nel 2012 ci sono stati screzi ma anche alcuni segnali di cauta distensione tra i due Paesi.
Sempre nel 2006 Hugo Chávez, insieme al presidente dell'Argentina Néstor Kirchner, rilanciò l'idea, da lui già proposta durante la sua prima campagna elettorale, di una banca per lo sviluppo dei Paesi dell'America del Sud, una Banca del Sud, che fosse alternativa alla Banca Mondiale del Fondo Monetario Internazionale. Nell'aprile del 2007 anche il Brasile si unisce ufficialmente alla proposta. La proposta venne concretizzata nell'aprile 2007, con un accordo fra Venezuela, Argentina, Brasile e altri Stati sudamericani; la Banca è stata fondata nel mese di settembre 2009 ed è operativa dal 2013.

#### La politica interna
In 7 anni di governo Chávez il paese si è dichiarato libero dall'analfabetismo e tre milioni di venezuelani sono stati inseriti nell'istruzione primaria, secondaria e universitaria. Diciassette milioni di venezuelani (quasi il 70% della popolazione) ricevono, per la prima volta, assistenza medica e medicinali gratuiti e, in pochi anni, nelle intenzioni governative tutti i venezuelani avranno accesso gratuito all'assistenza medica. Si somministrano più di 1 milione e 700000 tonnellate di alimenti a prezzi modici a 12 milioni di persone (quasi la metà dei venezuelani), un milione dei quali li ricevono gratuitamente, in forma transitoria. La questione è centrale in un Paese come il Venezuela dove il numero di persone sottonutrite è cresciuto dal 1992 al 2003 del 7%, raggiungendo la cifra di 4,5 milioni. La malnutrizione è scesa dal 14% al 12%. La mortalità infantile si è ridotta al 2%.

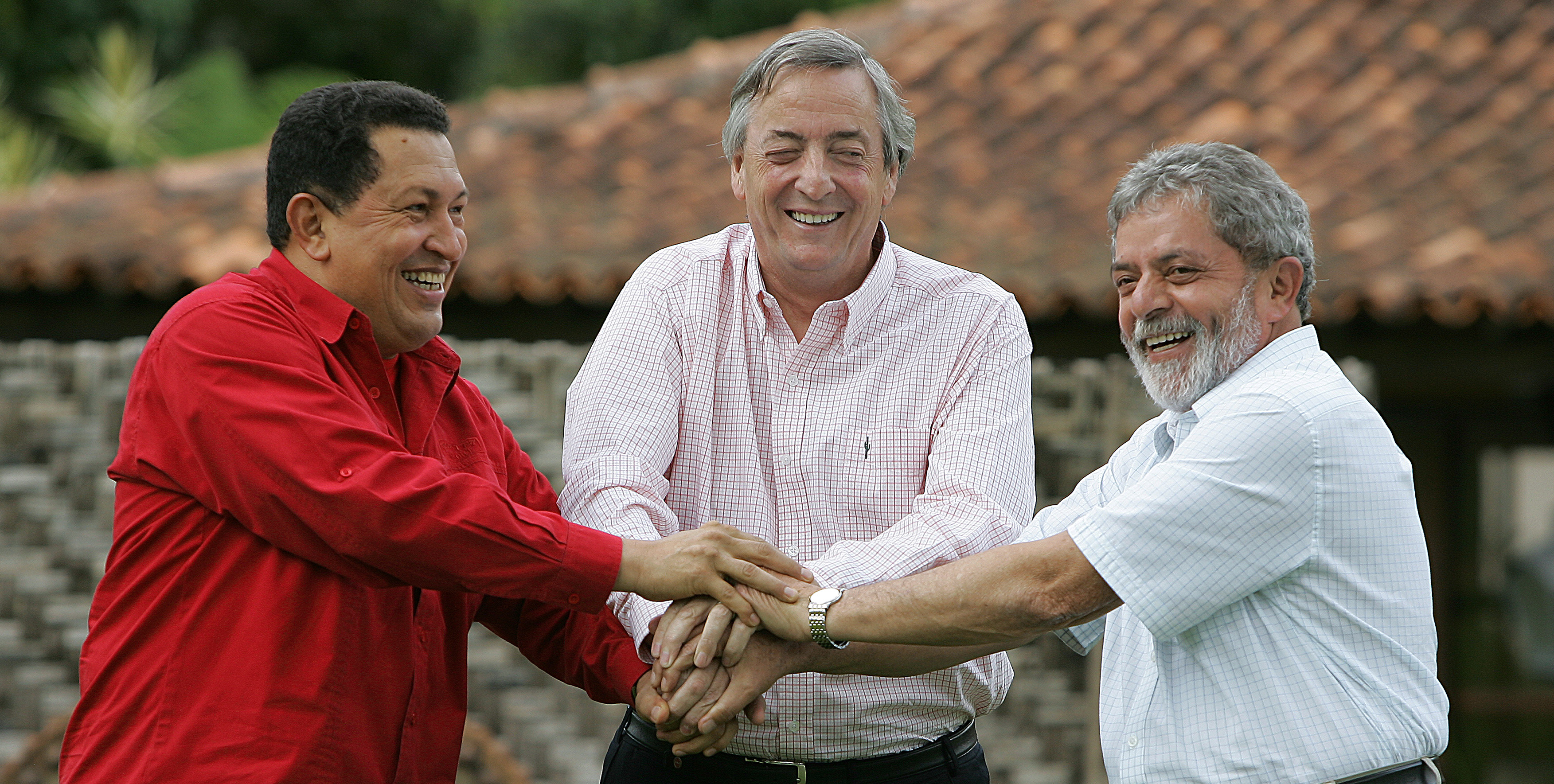
Chávez, Kirchner e Lula a Brasilia

Secondo i dati forniti dal governo, il tasso di disoccupazione è sceso dall'8,9% (2006) al 6,20% (feb 2007) e la popolazione sotto la soglia di povertà è diminuita dal 37,9% (2005) al 23% (2009). Il numero di medici è passato da 20 per 100.000 abitanti nel 1999 a 80 per 100.000 abitanti nel 2010, ovvero un aumento del 400% e l'aspettativa di vita è passata da 72,2 anni nel 1999 a 74,3 anni nel 2011. Grazie all'Operación Milagro, lanciata nel 2004, 1,5 milioni di venezuelani affetti da cataratte o altre patologie oculari hanno recuperato la vista. Inoltre, dal 1999 al 2011 il tasso di povertà è passato dal 42,8% al 26,5%, il tasso di povertà estrema dal 16,6% nel 1999 al 7% nel 2011. Secondo The Economist, i dati statistici forniti dal governo venezuelano non sarebbero attendibili perché ottenuti non con metodi statistici ma tramite valutazioni personali di stampo propagandistico.

##### Diritti umani e civili
Dall'inizio del governo di Chávez, The Economist riporta che il tasso di omicidi è quasi triplicato, e che la capitale venezuelana, Caracas è diventata la terza più violenta dell'America Latina, dopo Ciudad Juárez e Bogotà con la polizia implicata in alcuni di questi crimini.
Amnesty International ha accertato episodi di vessazioni contro i difensori dei diritti umani, la gravità delle condizioni carcerarie (comune tra i paesi in via di sviluppo), attacchi verbali di politici e aggressioni contro giornalisti.
Venne denunciato il controllo della maggioranza chavista sui media, ma le violenze per le strade e della polizia erano comunque a un livello simile al periodo precedente a Chávez. Molte carceri sono rimaste sotto il controllo de facto di gang di criminali lì rinchiusi.
Nel 2006, per tagliare simbolicamente con il passato, l'Assemblea nazionale ha approvato la trasformazione della caserma San Carlos, prigione politica dove lo stesso Chávez era stato detenuto, in passato anche centro di tortura dei regimi precedenti, venne trasformato in una sede culturale e museo per esposizioni.
Sui diritti degli omosessuali Chávez ha detto:
Nel 2009 Chávez ha dato il suo appoggio a una legge sulle unioni civili e contro l'omofobia non ancora approvata (soltanto lo stato di Mérida le ammette già).

#### Le prospettive della politica economica
I numerosi provvedimenti di ispirazione socialista attuati da Chávez nel tentativo di migliorare le condizioni di vita delle fasce più povere della popolazione possono però generare, secondo alcuni osservatori, gravi conseguenze economiche per il paese. Secondo il liberista Pietro Di Giorgio, per esempio, la politica economica di Chávez è caratterizzata da spese sociali alte, in cui piani populisti in genere prevalgono su considerazioni di sostenibilità economica. Le politiche monetarie sarebbero poi di tipo espansivo, con un'economia che mostra segni di iperinflazione. Il dato è però tenuto basso dai controlli dei prezzi, che possono ridurre l'inflazione, ma al prezzo di creare carenza di beni. In teoria, poi, il Venezuela è un paese ricco di petrolio: in pratica però le sovvenzioni al consumo e la nazionalizzazione dell'industria petrolifera (che tiene lontani gli investimenti esteri) comprimono l'offerta ed espandono la domanda, riducendo i benefici netti.
Secondo invece il sociologo venezuelano Antonio Plessmann, attivista del movimento chavista, il principale problema per il Venezuela è il basso prezzo del petrolio conseguente alla crisi economica internazionale, che crea difficoltà perché riduce di molto la liquidità e potrebbe rendere inevitabile una crisi. Con questo si giustificano gli interessi dei venezuelani a produrre cibo e altri beni di primo consumo, i quali erano esclusivamente d'importazione, comprando enormi quantità di macchinari agricoli all'Argentina. La situazione, però, non è d'emergenza e la copertura finanziaria per gli investimenti in spese sociali è ancora garantita. Sebbene poi l'inflazione sia la più alta dell'America Latina, questa è contrastata da un'elevata protezione all'inflazione con gli aumenti del salario minimo che sono stati superiori all'aumento dell'inflazione accumulata, col mantenimento dei sussidi al consumo alimentare e con la politica dei prezzi ridotti.
Un dato di fatto, però, è che la grande crisi mondiale del 2009, che ha colpito quasi tutti i paesi del mondo, non ha svantaggiato il Sudamerica e in particolare il Venezuela, che ha saputo creare scambi convenienti.

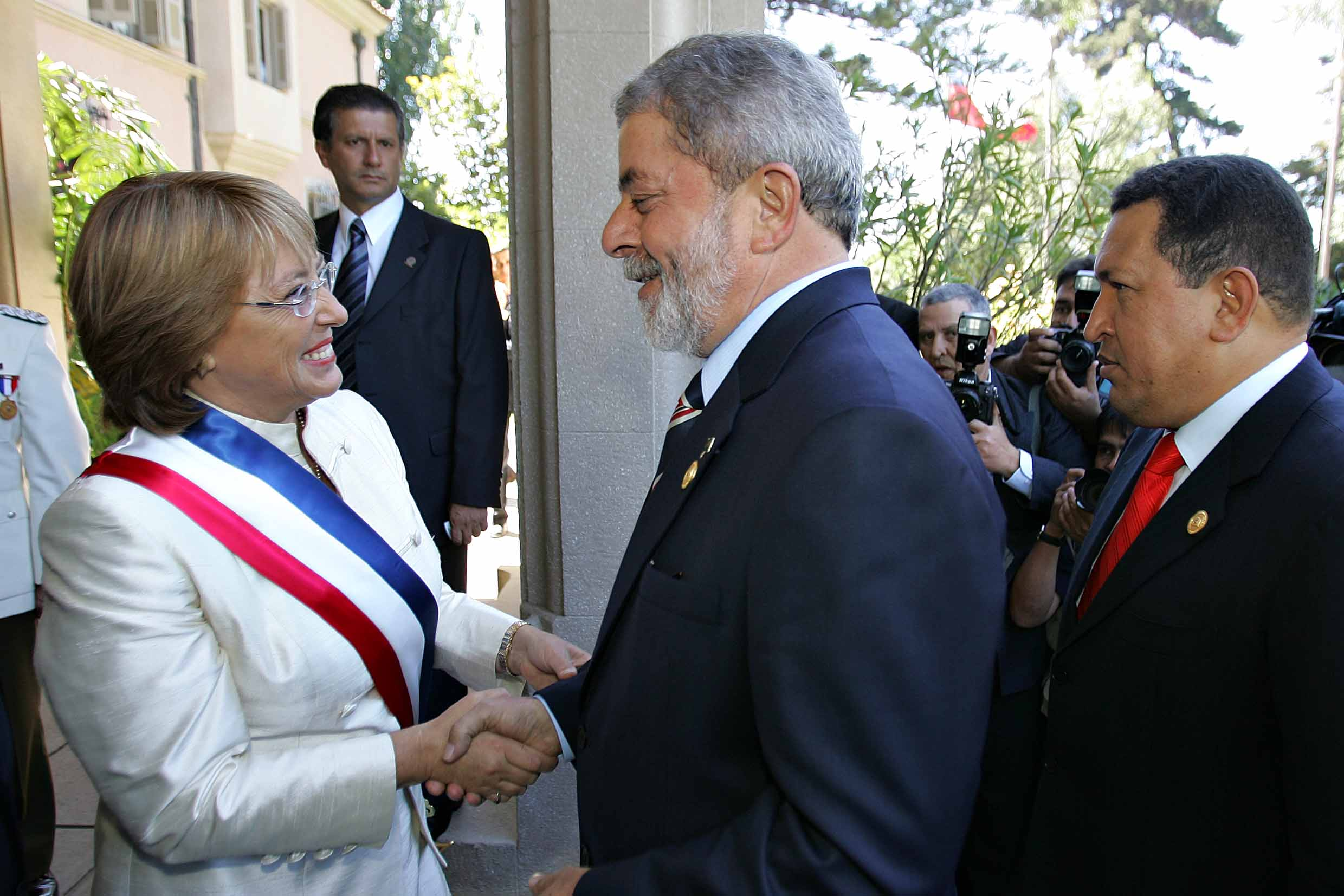
Chávez e Luis Inácio Lula da Silva con Michelle Bachelet

Nel 2010, infine, è stata introdotta la nuova moneta, il bolívar forte (bolívar fuerte), avvicinato al valore del dollaro statunitense perlomeno a livello legale, per le importazioni, e una moneta analoga ma debole per le esportazioni.

#### Il contesto politico
Tra tutte le leggi promulgate fino ai primi mesi del 2002, alcune diedero luogo a reazioni particolarmente forti da parte dell'opposizione. Una di queste riguardò la regolamentazione della pesca a strascico, da sempre attuata sotto costa, su larga scala e senza alcun controllo da parte delle istituzioni, con l'inevitabile distruzione dell'habitat, e a svantaggio della maggioranza costituita dai piccoli pescatori. Il governo, per placare le reazioni dell'opposizione non riuscì a proibire definitivamente questo tipo di pesca, ma la limitò a oltre le sei miglia nautiche dalle coste.
La legge in assoluto più contrastata fu la cosiddetta riforma agraria; in Venezuela esistono vasti latifondi (fino a casi limite di 240.000 ettari): il 10% della popolazione detiene l'80% del territorio e senza che molti proprietari siano in grado di esibire i relativi titoli di proprietà.
Queste leggi, assieme alla nazionalizzazione delle risorse petrolifere (con il conseguente aumento del gettito derivante dallo sfruttamento dell'"oro nero" venezuelano da redistribuire alla popolazione tramite nuove forme di Stato sociale come salute, istruzione, servizi); la nuova politica estera di equidistanza e solidarietà con alcuni stati del Sud America e il conseguente sottrarsi alla storica subordinazione economica e politica agli Stati Uniti, furono i presupposti per il golpe del 2002.

#### Il primo tentativo di sciopero
La Confederación de Trabajadores de Venezuela (CTV), Confederazione dei lavoratori, retta da numerosi anni da Carlos Ortega Carvajal, in base alla nuova costituzione entrò a far parte delle istituzioni la cui dirigenza era sottoposta a elezioni. Durante lo spoglio dei voti scomparvero grandi quantità di schede e furono date alle fiamme alcune urne, rendendo impossibile il completamento del conteggio dei voti: il comitato elettorale non poté decretare la vittoria, che fu però reclamata da Ortega che si dichiarò vincitore. Nel dicembre del 2001 gli industriali cercarono di pilotare uno sciopero generale della CTV chiudendo le fabbriche e impedendo ai lavoratori di entrare, ma assicurando loro i salari, promessa che non fu mantenuta. Lo sciopero non ebbe successo.
Nel febbraio del 2002 Chávez sostituì i dirigenti della PDVSA, la compagnia petrolifera nazionale, con persone affini al suo progetto politico, il che provocò la protesta interna di gruppi di impiegati e dirigenti che vedevano nella decisione di Chávez la violazione dei principi di meritocrazia. Il governo considerava inconciliabili le differenze ideologiche tra il proprio progetto di gestione dell'azienda e quello della dirigenza della PDVSA: il primo mirava a una riforma profonda del funzionamento dell'impresa che incrementasse l'utilizzo delle plusvalenze petrolifere in piani sociali, mentre il secondo voleva che PDVSA utilizzasse i profitti petroliferi per finanziare l'espansione dell'attività aziendale.

## Il golpe fallito contro Chávez (2002)

### Lo sciopero alla PDVSA
La televisione di Stato rese pubblica la registrazione di una telefonata tra Ortega e l'ex presidente Carlos Andrés Pérez, profugo dalla giustizia rifugiatosi negli Stati Uniti, nella quale Perez diceva a Ortega di organizzare uno sciopero generale e di portarlo alle estreme conseguenze, di prendere contatto con Pedro Carmona Estanga, attuale presidente di Fedecamara e di concordare le azioni con lui. Un altro fatto che ebbe notevole peso sugli avvenimenti dell'11 aprile 2002 fu una riunione presso la sede della Conferenza episcopale venezuelana in cui erano presenti, oltre ai componenti dell'alta gerarchia ecclesiastica, anche i vertici della CTV con Carlos Ortega in testa, Fedecamara con Carmona Estanga e vari personaggi dell'opposizione. La seduta si chiuse con un inno alla democrazia, che delineò la composizione delle forze promotrici del colpo di Stato contro Chávez.
Il 7 aprile, il presidente Chávez annunciò il licenziamento degli alti dirigenti e le proteste degli oppositori si intensificarono. Il 9 aprile la CTV e la Confindustria, con l'appoggio della Chiesa cattolica, delle televisioni e dei partiti politici di opposizione, annunciarono uno sciopero generale di ventiquattro ore in sostegno dei dirigenti della PDVSA. L'11 aprile fu organizzato un corteo di centomila persone che avrebbe dovuto dirigersi verso la sede della PDVSA, ma che un'arringa di Ortega deviò verso il palazzo di Miraflores, sede della Presidenza per cacciare «quel traditore di Chávez», dando alla marcia, fino a quel momento pacifica, ben altro scopo. La marcia, alle 12,30 dell'11 aprile 2002, riprese con in testa i sindaci scortati dalle loro polizie armate e motorizzate, ma senza che da quel momento si avesse più traccia di Ortega e dei suoi colleghi, scomparsi nel nulla.

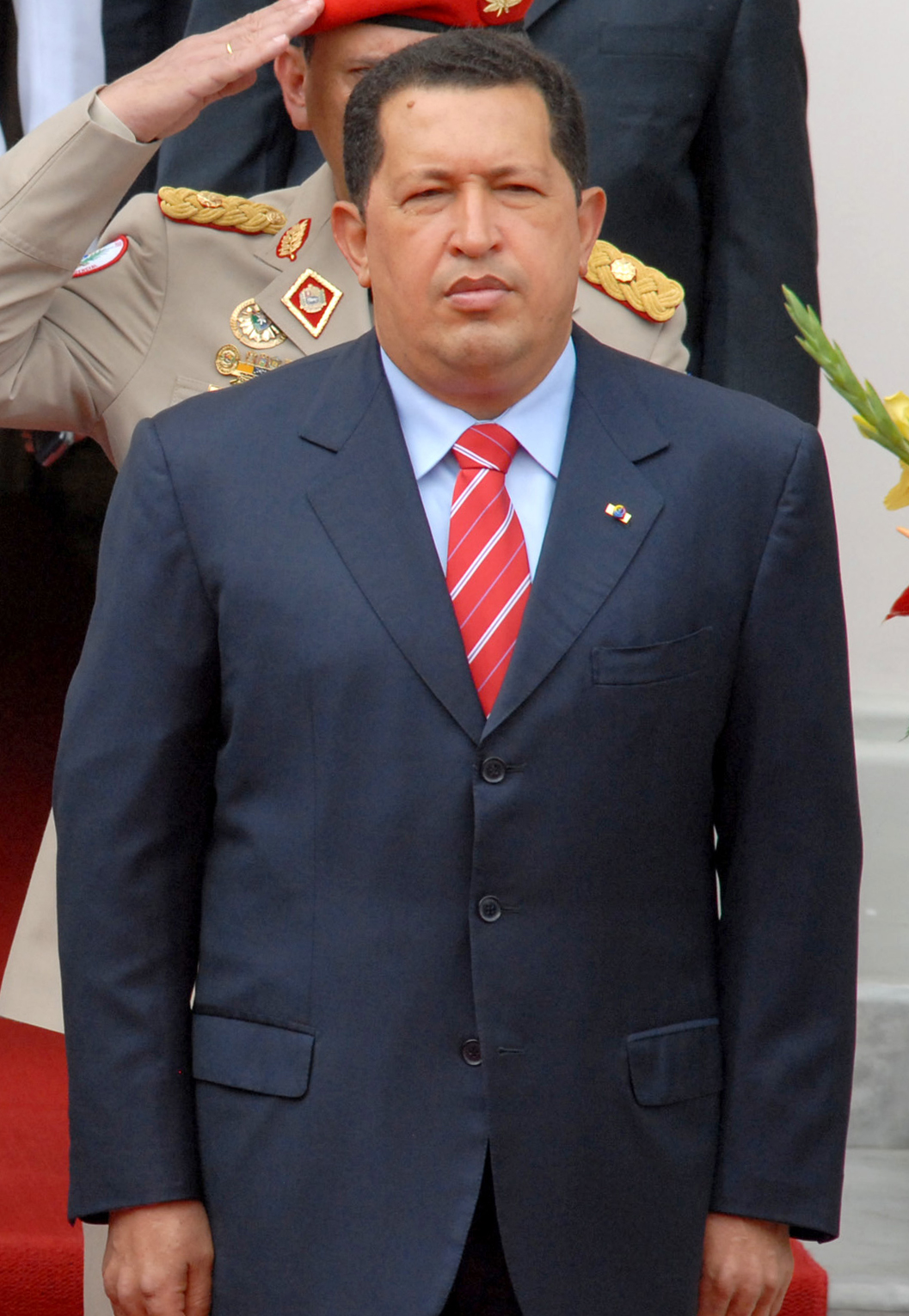
Hugo Chavez in Brasile nel 2008

Già dalla notte attorno a Miraflores erano radunati migliaia di sostenitori di Chávez, in sentore di ciò che poteva accadere. Il corteo non arrivò a contatto con i simpatizzanti di Chávez perché dei cecchini appostati nei palazzi circostanti cominciarono a sparare dapprima sui sostenitori di Chávez, poi sulle prime file del corteo. La gente segnalò alcuni cecchini sul terrazzo di un palazzo nei pressi di Miraflores, la Guardia Nazionale entrò nel palazzo e arrestò cinque persone armate di fucili di precisione, con documenti falsi, qualcuno di origine colombiana. Imprigionati, furono successivamente liberati dagli insorti e di essi si persero le tracce. La polizia metropolitana cominciò a sparare sulla gente che si trovava sul famoso ponte Laguno e che prese a scappare tentando di mettersi al riparo nei palazzi circostanti.
Le televisioni private solidali ai golpisti sostennero l'idea di scontro provocati dai sostenitori di Chávez (e questa versione, in un primo tempo, fu ripresa anche dai media internazionali), ma le innumerevoli riprese effettuate nella zona dimostrarono che gli scontri a fuoco non erano tra i componenti delle due marce, ma era la polizia metropolitana a sparare contro i sostenitori di Chávez. I primi caduti si ebbero verso le 15,00. Dalla testimonianza di un giornalista della CNN, Otto Neustald, si seppe che un gruppo di alti militari, verso le ore 11,30 eseguirono una registrazione di prova del loro pronunciamento in cui disconoscevano l'autorità del presidente parlando dei primi morti e addossandone la responsabilità a Chávez. Questo pronunciamento, registrato prima delle 12.00, fu mandato in onda dopo le prime reali uccisioni.

### L'attacco dei militari al palazzo presidenziale
I militari si erano riuniti in Fuerte Tiuna, presidio militare di Caracas, assieme a Carmona Estanga, a una schiera di sostenitori e a una nutrita rappresentanza di militari americani. I militari insorti minacciavano Chávez, ancora a Miraflores, intimandogli di arrendersi, pena il bombardamento del palazzo come avvenne con Juan Domingo Perón e Salvador Allende, anch'essi minacciati da forze filo-statunitensi (a differenza del golpe cileno del 1973, la forte reazione popolare e delle milizie bolivariane causerà il fallimento della sollevazione, ma determinante fu anche la fedeltà di buona parte dell'esercito). Il Generale Rosendo faceva parte del complotto, ma fino all'ultimo ingannò Chávez, che lo credette un fedele alleato.
In un ultimo tentativo di evitare il peggio, Chávez cercò di attuare il Plan Avila, un piano di emergenza (attuato anche per la visita di papa Giovanni Paolo II) che, grazie alla presenza di mezzi blindati attorno al palazzo, avrebbe permesso la difesa delle istituzioni. Invece, proprio Rosendo fece arrivare con ritardo l'ordine di applicare il Plan Avila. I blindati poi, usciti da Fuerte Tiuna, furono fatti subito rientrare da un contrordine lanciato dai cospiratori. Nel frattempo da Maracay, Raúl Isaías Baduel era pronto a inviare mezzi e uomini a Caracas e così mezzi blindati da Maracaibo.

### Chávez si consegna ai golpisti
A questo punto Chávez, per evitare la guerra civile, decise di consegnarsi ai golpisti chiamando proprio Rosendo affinché lo accompagnasse a Fuerte Tiuna, dove verso le 23,00 dell'11 aprile, fu arrestato e posto in isolamento, in attesa di decidere sulla sua sorte. Chávez riuscì a mettersi in contatto con la moglie e un amico con un cellulare passatogli di nascosto da un ufficiale. Cominciò l'afflusso di gente dai ranchos di Caracas che chiedeva la liberazione di Chávez verso Fuerte Tiuna che fu circondato da una folla.
La stessa notte Chávez venne trasferito da Fuerte Tiuna a Turiamo, una base navale nel Nord-Est della Costa dello Stato di Aragua e da lì fu poi trasferito all'isola La Orcila, sede di una base logistica della Marina Militare. Il 12 aprile fu data la notizia del ritiro di Chávez e subito dopo Carmona Estanga si autoproclamò presidente del Venezuela.
Il Parlamento in carica fu sciolto, furono destituiti tutti gli altri poteri, fu dichiarato l'abbandono dell'OPEC da parte del Venezuela, fu ripristinata la vecchia costituzione e dal nome ufficiale della nazione venne cancellata la parola "Bolívariana". Immediatamente gli Stati Uniti si affrettarono a riconoscere il nuovo governo, seguiti a breve intervallo dalla Spagna, dove il quotidiano El País, legato tramite il gruppo "Prisa" ad alcuni media venezuelani, giustificò il colpo di Stato. Anche Regno Unito e Israele riconobbero per via diplomatica il governo Carmona.
I media venezuelani ebbero un ruolo determinante sia nell'organizzazione sia nell'esecuzione del golpe e dato che tutti erano convinti della sua definitiva riuscita, si sbilanciarono in interviste, trasmesse su tutte le reti, dove parlavano del lavoro organizzativo dei militari e civili artefici dell'evento.

### Fallimento del golpe
Il 12 aprile a Caracas cominciarono seri disordini con saccheggi di negozi. Nei giorni 12 e 13 la polizia uccise più di 200 persone, gli ospedali accolsero centinaia di feriti. La gente, come già accaduto a Caracas, circondò anche la base dei paracadutisti del generale Baduel a Maracay chiedendo a gran voce il ritorno di Chávez. Lo stesso avvenne in molte altre località; si calcola che in tre giorni più di sei milioni di persone siano scese per le strade a difendere Chávez e il suo governo.
Nella notte del 13 aprile l'allora vescovo di Caracas, Antonio Ignacio Velasco García, fu inviato all'isola La Orchila con un jet privato probabilmente di proprietà dei Cisneros, dove avrebbe dovuto convincere Chávez a firmare la rinuncia e partire con lo stesso jet verso un'ignota destinazione, forse Cuba. Durante l'incontro arrivarono tre elicotteri per riportare Chávez a Miraflores.
Con il rientro di Chávez, e il suo ritorno al potere il 14 aprile, gli scontri e i saccheggi cessarono. Il golpe fallì, dunque, grazie al vastissimo appoggio popolare e all'esiguità del gruppo dei militari golpisti, formato soprattutto da alti ufficiali, mentre il grosso delle forze armate venezuelane, guidate dal generale dell'esercito Raúl Isaías Baduel era rimasto fedele a Chávez e alla nuova costituzione. Carmona Estanga fuggì all'estero, riparando a Miami, negli Stati Uniti. Carlos Ortega, ricomparso sulla scena dopo essersi nascosto, si rese responsabile di nuovi disordini nel dicembre 2002 e nel 2003. Arrestato e condannato a 16 anni, fuggì di prigione nel 2006 e si rifugiò in Perù.
In seguito, venendo criticato per questo, Chávez concederà l'amnistia a molti golpisti.

## Il ritorno di Chávez alla presidenza del Venezuela

### Il referendum del 2004

Aḥmadinejād ha dato un caldo benvenuto al presidente venezuelano Chávez nella sua visita a Teheran nel 2006. Al momento della visita, Chávez è stato accolto con l'inaugurazione di una nuova statua di Simón Bolívar, l'eroe nazionale venezuelano, nel parco Goft-o-gou di Teheran.

Nel 2004 si avviò la raccolta firme per attivare un referendum revocatorio o referendum ratificatorio per una destituzione popolare del presidente in carica (il tutto permesso dalla Costituzione Bolivariana del 1999 voluta dal presidente Chávez).
L'opposizione presentò 3,4 milioni di firme per sollecitare il referendum, ma il processo di accettazione fu lungo e complicato. L'opposizione accusò il Consiglio Nazionale Elettorale di parzialità e di azioni irregolari del processo d'accettazione. Il 3 giugno 2004, il presidente del CNE Francisco Carrasquero comunicò che le firme erano sufficienti per l'attuazione del referendum. Il giorno di voto fu fissato per il 15 agosto 2004, quattro giorni prima che il presidente compisse i primi 4 anni di mandato.
L'opposizione necessitava di 3,7 milioni di voti, ossia il numero di voti che il Presidente Chávez ottenne nella sua rielezione del 2000. Il voto avvenne tramite macchinette elettroniche, con prima il proprio riconoscimento tramite lettura dell'impronta digitale del cittadino per evitare doppi voti. Questo sistema venne criticato da parte dell'opposizione che riteneva l'uso di tale tecnologia un sistema che non assicurava la segretezza del proprio voto.
Il risultato elettorale, escludendo i voti nulli, fu di 59,06% dei voti per il NO, mentre il 40,64% per il SI, confermando il Governo del presidente Chávez:
| Voto  | Voto  | Voto  | Votanti   | %      |
| ----- | ----- | ----- | --------- | ------ |
| No    | No    | No    | 5.619.954 | 58,91% |
| Sì    | Sì    | Sì    | 3.872.951 | 40,60% |
| Nulli | Nulli | Nulli | 47.064    | 0,49%  |

A Caracas, immediatamente dopo la pubblicazione dei risultati, ci furono varie manifestazioni contro il presidente Chávez. Durante le manifestazioni, dalla parte dell'opposizione venne uccisa una donna a colpi di pistola. Secondo i chavisti, la tattica della destra in occasione del referendum è stata quella di delegittimare le istituzioni venezuelane e i risultati del voto, in modo da far credere che vi fosse una situazione di "caos" e giustificare così un intervento internazionale guidato dagli Stati Uniti, volto a rovesciare i risultati del voto popolare.

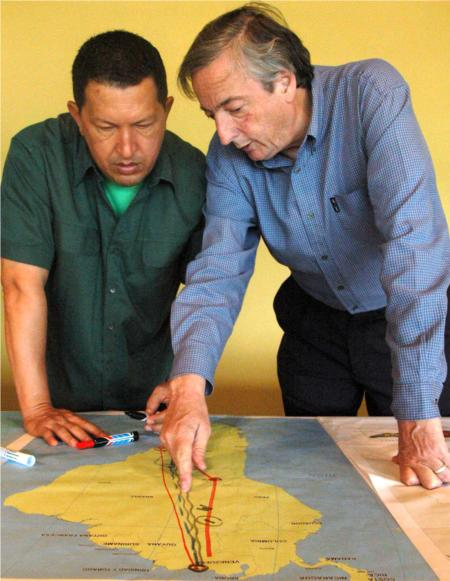
Il presidente venezuelano Hugo Chávez e il presidente argentino Néstor Kirchner, 2005.

Tra gli osservatori internazionali, il più considerato fu il Centro Carter (organizzazione senza fine di lucro fondata nel 1982 dall'ex presidente degli Stati Uniti Jimmy Carter). Nonostante le accuse dell'opposizione alla presenza di brogli elettorali, Jimmy Carter definì il voto un "esempio di democrazia" e "più serio delle elezioni in Florida del 2000" e invitò la cittadinanza ad accettarne il risultato. Ciò considerato, e vista anche la netta prevalenza dei NO, l'opposizione dopo qualche settimana fece cessare le contestazioni.

#### Il caso della lista Tascon
Il 20 marzo del 2004, il Ministro della Salute e dello Sviluppo Sociale Roger Capella, ai microfoni della televisione nazionale, fa la seguente dichiarazione:
In seguito al deposito delle firme necessarie per attuare il referendum, l'intera lista dei firmatari venne pubblicata da un deputato, tale Luis Tascon, attraverso il suo sito internet. L'invito del deputato Tascon e dello stesso presidente Chávez (attraverso il suo programma "Aló Presidente") fu diretto a tutti i cittadini, consigliando loro di scaricare la lista e verificare direttamente da casa se il proprio numero di carta d'identità era presente senza aver firmato: una sorta di autocontrollo popolare di verifica dei brogli. Nell'aprile del 2005, il presidente Chávez si scagliò contro l'uso della lista:
Si nutre un forte sospetto nei confronti del neo Vicepresidente, Jorge Rodríguez Gómez, presidente del CNE (Centro Nazionale Elettorale) all'epoca del Referendum. L'organo che aveva la possibilità di dare la lista dei firmatari per il referendum al deputato Tascon poteva essere solo lo stesso organo di controllo elettorale. Tale collaborazione avrebbe fatto diventare ministro del "Despacho de la Presidencia" la sorella di Jorge Rodríguez, Delcy (dal 2007 è diventata Coordinatrice Generale della Vicepresidenza, annuncio pubblicato dalla risoluzione numero 121 della Gazzetta Ufficiale del 2 febbraio 2007, sotto designazione dello stesso fratello Jorge).

### Terzo mandato (2006-2012)

#### 2006, l'anno della rielezione

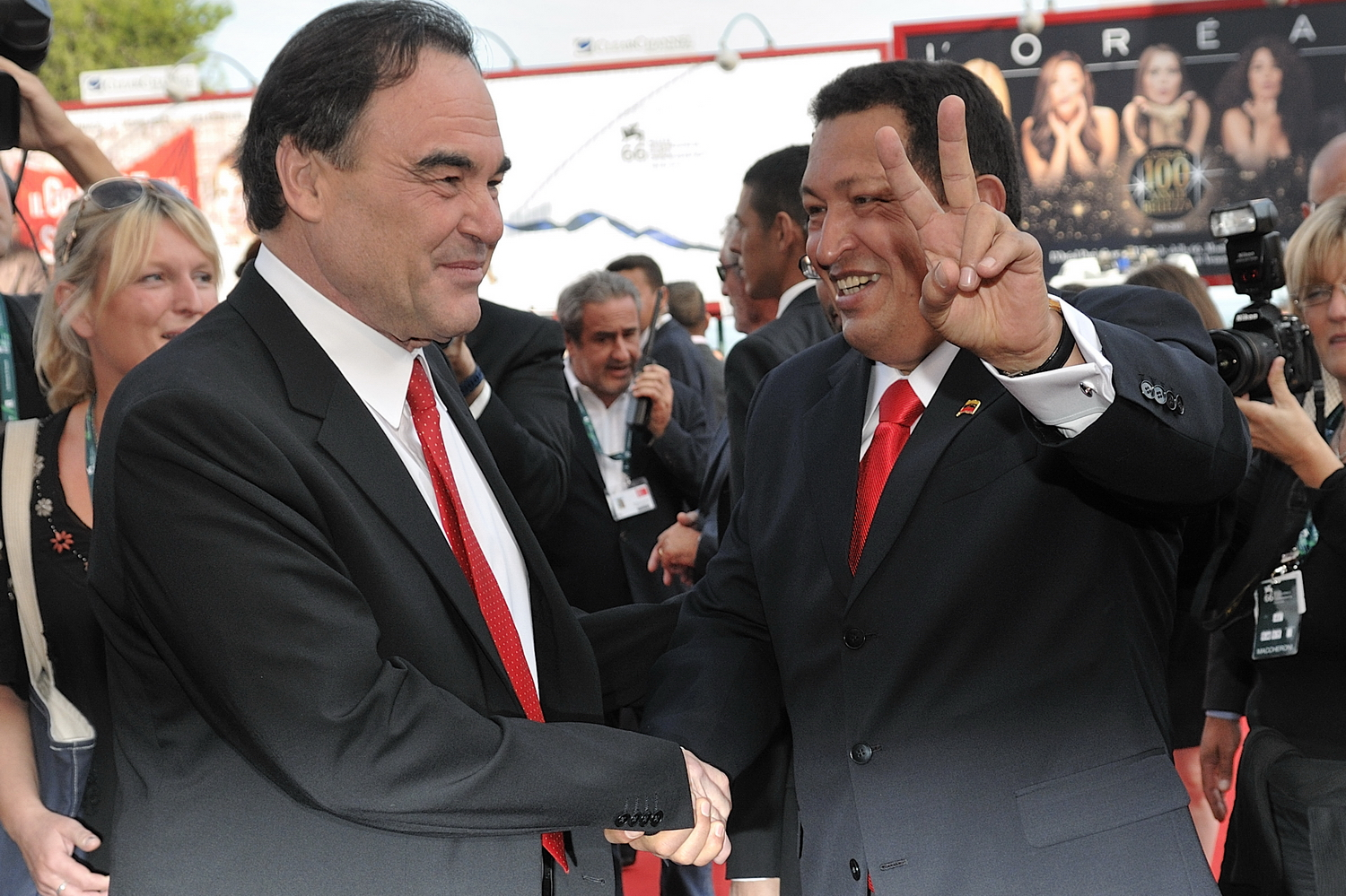
Chavez e il regista statunitense Oliver Stone, al Festival di Venezia del 2009

Dopo le vittorie dei chavisti nelle elezioni per i governatori degli Stati (ottobre 2004), nelle amministrative del 2005 e nelle elezioni per l'Assemblea Nazionale (sempre nel 2005), Chávez compie a maggio 2006 una serie di visite ufficiali in Europa, Italia compresa, incontrando papa Benedetto XVI e il neoeletto presidente della Camera Fausto Bertinotti, e parlando alla FAO a Roma.
Il 20 settembre del 2006, intervenendo all'Assemblea delle Nazioni Unite, definisce il presidente statunitense Bush «il diavolo in persona» (tanto da farsi il segno della croce all'arrivo del presidente degli Stati Uniti).
Il 3 dicembre del 2006 si svolgono le elezioni presidenziali, considerate da Chávez alla vigilia come un avvenimento cruciale per la storia del Venezuela, in quanto in gioco c'è il futuro stesso della Rivoluzione Bolivariana da lui portata avanti da quando è presidente. La campagna elettorale è stata caratterizzata da una forte polarizzazione sociale e politica, culminata, a pochi giorni dal voto, da due enormi manifestazioni, l'una di sostegno al candidato unico delle opposizioni, Manuel Rosales, governatore del ricco Stato petrolifero di Zulia, l'altra, più partecipata, organizzata dal movimento Bolivariano, in appoggio di Chávez: in entrambi i casi centinaia di migliaia di persone hanno invaso le vie di Caracas.
I risultati elettorali vedono la rielezione di Chávez, che cresce al 62,87% (con 7.274.331 voti), come presidente della Repubblica, mentre Rosales si ferma al 36,88% (4.266.974 voti). Chávez risulta essere il più votato presidente dal 1958, in una tornata elettorale che ha visto un netto calo dell'astensionismo (meno del 25%) rispetto ai voti precedenti. È la prima campagna elettorale nella quale Hugo Chávez si presenta con un programma apertamente socialista, che denomina Socialismo del XXI secolo.
È la seconda volta nella storia che un candidato e un partito apertamente socialista (in senso anticapitalista) trionfano in elezioni libere e certificate da molteplici centri di osservazione internazionali, tra i quali l'Unione europea e il Giappone che ha fornito la tecnologia. La prima volta era toccato a Salvador Allende in Cile, il 4 settembre 1970. L'opposizione ha ammesso la sconfitta, auspicando dialogo con il rieletto presidente. Nei discorsi successivi alla vittoria, Chávez ha affermato che con le elezioni si è aperta una nuova fase della Rivoluzione Bolivariana, che consiste nella costruzione di "un socialismo costruito dal basso, dall'interno". Lo scontro con i riformisti del movimento bolivariano, che vogliono un passaggio lento e graduale verso il socialismo, appare aperto: secondo Chávez la forza e l'organizzazione delle masse impongono un'accelerazione del processo rivoluzionario.

#### Il 2007
Chávez ha poi dichiarato guerra alla burocrazia statale e dei partiti, che a suo dire hanno portato avanti negli anni una vera "contro-rivoluzione", col sabotaggio delle decisioni governative. Ferma apparve poi la sua volontà di sconfiggere la corruzione dilagante nell'apparato statale. L'8 gennaio 2007, in occasione del giuramento come presidente del Venezuela, ha annunciato di voler nazionalizzare, attraverso una legge, tutte le industrie privatizzate negli anni novanta dai precedenti governi: tra queste, le aziende nazionali delle telecomunicazioni e dell'energia elettrica. L'obiettivo è stabilire "la proprietà sociale sui settori strategici". A questi annunci, hanno fatto seguito le proteste del presidente USA George W. Bush e il crollo della Borsa statunitense (-18%).
Sempre nel 2007, al vertice tra la Spagna e i paesi latinoamericani di Santiago del Cile, Chávez si è lanciato in un attacco contro l'ex premier spagnolo José María Aznar, giudicato responsabile di aver appoggiato il golpe del 2002. Aznar è stato difeso dal successore José Luis Rodríguez Zapatero, ma Chávez ha continuato gli attacchi verbali definendo Aznar "fascista" e affermando che "un fascista non è un essere umano. Un serpente è più umano di un fascista", provocando le vistose rimostranze del re Juan Carlos (che sbottò dicendo: "Perché non stai zitto?"), che successivamente ha lasciato l'assemblea per protesta contro Chávez. Chavez dal canto suo disse di aspettarsi le scuse del re, in quanto secondo il leader venezuelano "re Juan Carlos è andato in fuori giri", affermando che occorreva rivedere i rapporti diplomatici con la Spagna, accusando poi il monarca stesso di essere stato a conoscenza del golpe.

#### La proposta di rieleggibilità fino al 2031

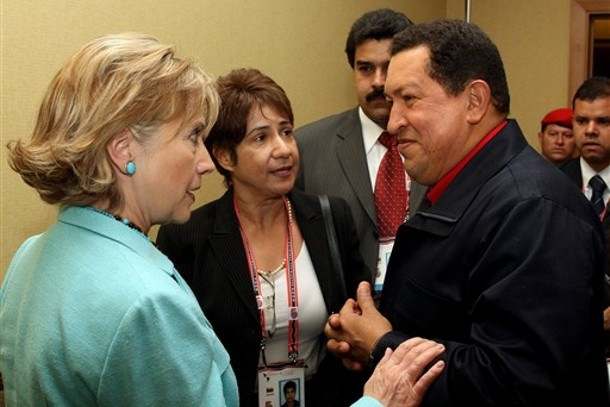
Chávez e il segretario di stato degli Stati Uniti Hillary Clinton nel 2009.

Destò scalpore quando nel maggio 2006 Chávez propose di decretare un referendum per poter essere rieletto fino al 2031 se l'opposizione avesse urlato ai brogli alle elezioni di dicembre:
(Hugo Chávez)
Dure le critiche dell'opposizione, che durante la campagna elettorale del 2006 pubblicarono in diversi manifesti le parole del Libertador Simón Bolívar:
(Simón Bolívar)

#### La salvaguardia dell'ambiente
Il Venezuela, dal primo dicembre 2010 si impegna a rispettare il Protocollo di Kyoto e gli accordi intrapresi dalle Nazioni Unite riguardo al clima e all'ambiente. Con questa decisione il Venezuela diventa uno dei primi paesi in via di sviluppo a impegnarsi nel rispetto dell'ambiente.

#### Il Partito Socialista Unito
In una dichiarazione successiva alle elezioni, Hugo Chávez ha proposto di unificare i partiti del movimento bolivariano nel Partito Socialista Unito del Venezuela (PSUV), che a suo parere dovrà nascere dalla base dei partiti preesistenti, a partire dalle squadre e dai battaglioni elettorali, che erano stati determinanti per la vittoria della sinistra nel referendum revocatorio del 2004 e nelle elezioni presidenziali del 2006.
Nelle intenzioni di Chávez, il nuovo soggetto politico non dovrà risultare dalla semplice aggregazione dei partiti già esistenti, né riproporre lo schema di una burocrazia che lo stesso Chávez considera auto-referenziale e "contro-rivoluzionaria". Significativo è che l'appello di Chávez per il nuovo partito si è rivolto direttamente alla base militante del movimento, "scavalcando" così quelle leadership burocratiche contro cui ormai Chávez si scontra apertamente. Il nuovo partito dovrà essere, secondo il presidente, "autenticamente democratico", con un'elezione dei leader direttamente da parte della base militante.
Il processo di iscrizione al nuovo partito ha assunto rapidamente un carattere di massa, con il reclutamento di milioni di venezuelani. Nello stesso anno si costituisce la coalizione organica e stabile Alleanza Patriottica, che crea una unità di azione per il medesimo obiettivo con il PCV, nel quadro di una collaborazione duratura che ha più volte portato quest'ultimo al quasi scioglimento.

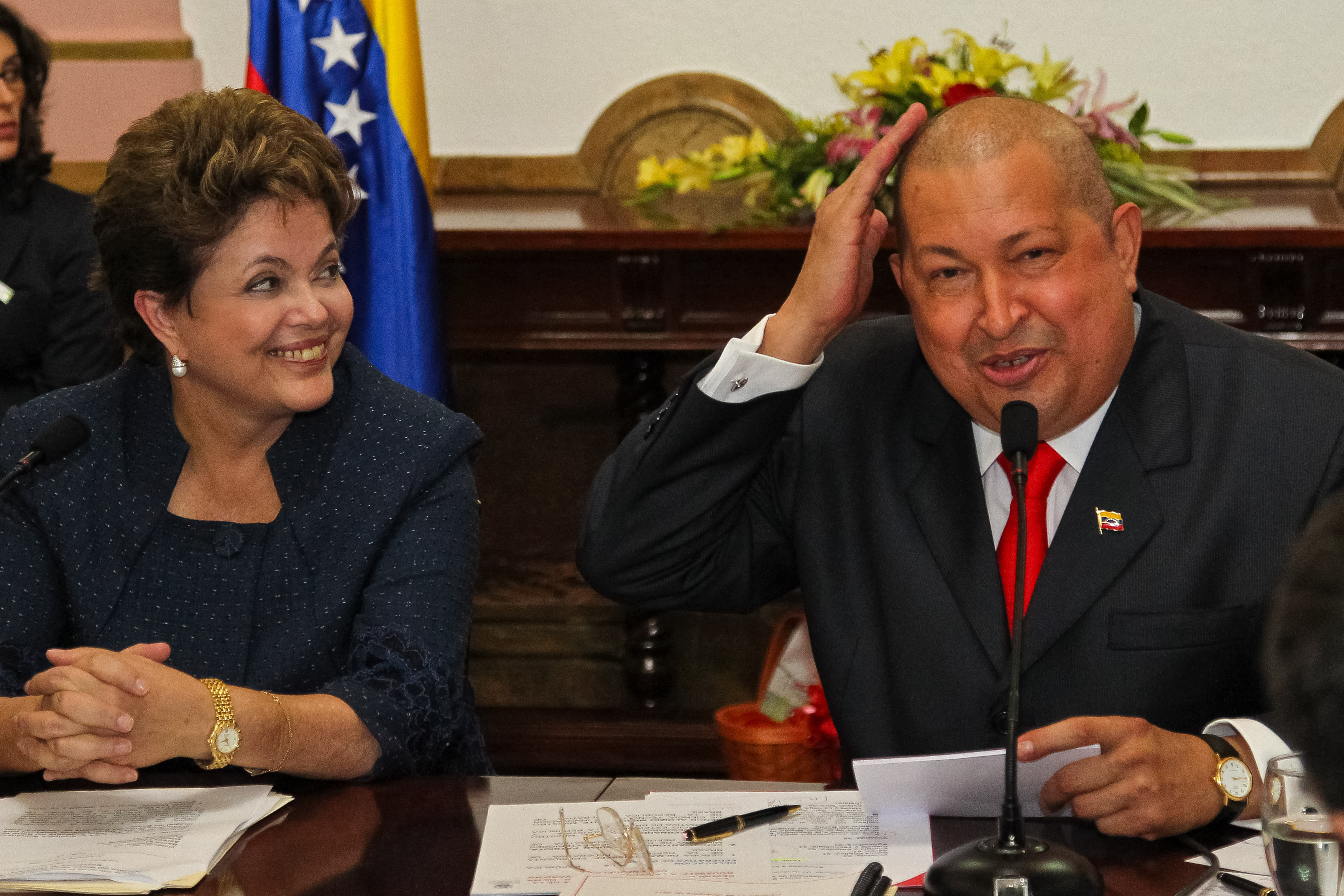
Chávez nel primo periodo della malattia, assieme a Dilma Rousseff.

#### La crisi diplomatica tra Venezuela e Colombia del 2008
Il primo marzo del 2008 le forze armate colombiane hanno compiuto un'azione in violazione della sovranità dell'Ecuador volta all'eliminazione di esponenti delle Forze Armate Rivoluzionarie della Colombia FARC mentre il presidente Chávez era impegnato a trattare con queste ultime la liberazione dell'ostaggio Íngrid Betancourt. Il risultato dell'operazione è stato l'assassinio di Raul Reyes, il numero due delle FARC. All'azione militare colombiana ha seguito un'immediata risposta da parte di Ecuador e Venezuela.
Il Venezuela ha schierato il suo esercito al confine con la Colombia e ha interrotto le relazioni diplomatiche, stessa cosa ha fatto il presidente dell'Ecuador Rafael Correa. Condanne dell'azione voluta dall'ex presidente della Colombia, Álvaro Uribe Vélez, sono state pronunciate da un po' tutti i paesi del Sudamerica e addirittura da alcuni paesi europei. I soli a difendere l'operato illegale dell'esercito colombiano sono stati gli Stati Uniti. La crisi si è conclusa con il Vertice di Rio di Santo Domingo, dove i tre presidenti hanno dichiarato chiusa la crisi.
Con l'arrivo del nuovo presidente della Colombia, Juan Manuel Santos, i rapporti tra i due paesi sono molto migliorati, considerando che si è trattato solo di un conflitto inter-politico, assai lontano dalle relazioni culturali e sociali tra i cittadini colombiani e venezuelani.

#### 2009-2011
Negli ultimi anni del mandato Chávez si dedicò all'unione economica dell'America latina, all'incremento del "socialismo" interno, e criticò alcuni aspetti della cosiddetta Primavera araba, come la deposizione e la morte del suo alleato petrolifero Muʿammar Gheddafi e la guerra civile siriana contro Bashar al-Assad, i cui nemici egli riteneva, fossero guidati dagli Stati Uniti e da Israele, mentre sostenne la lotta contro il regime di Hosni Mubarak in Egitto.

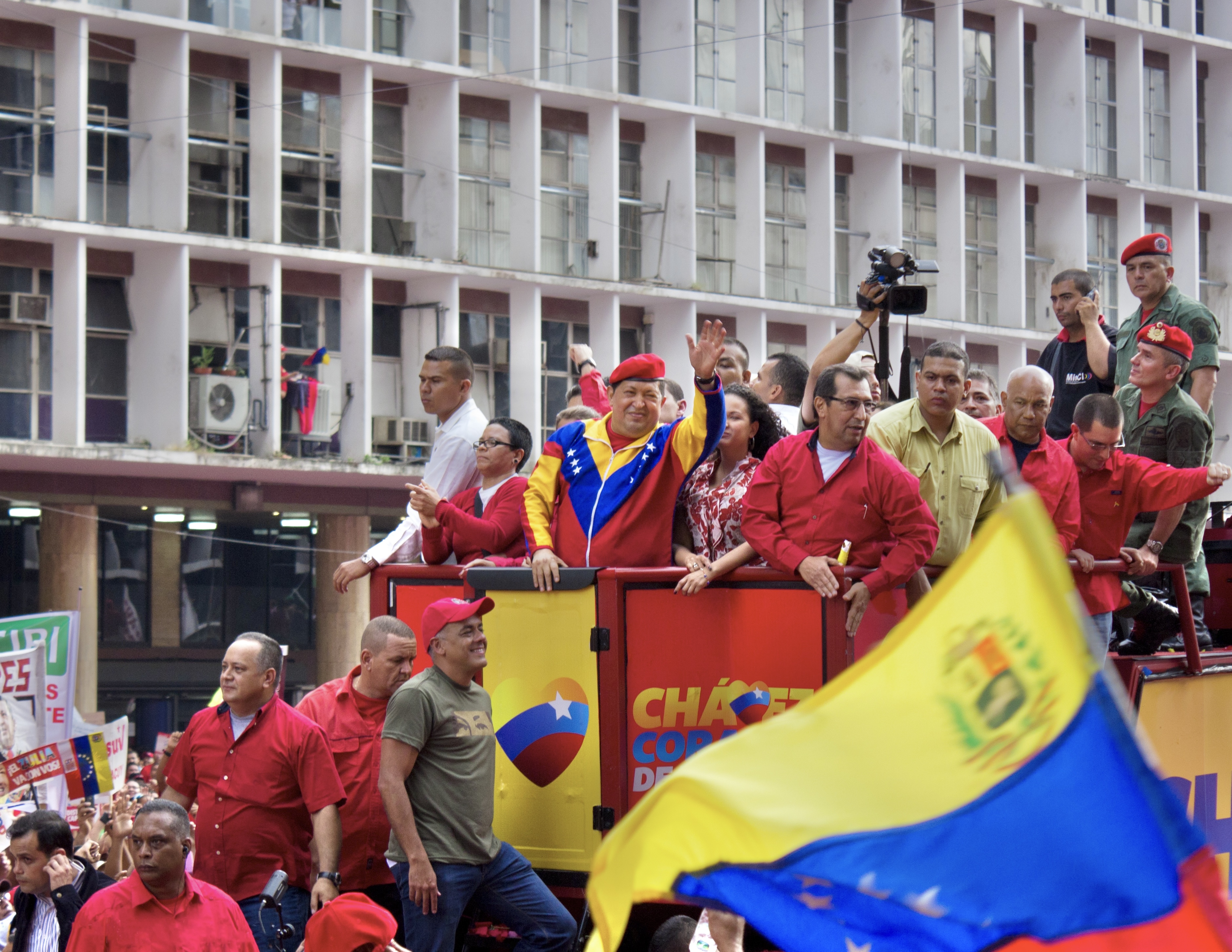
Chávez e i sostenitori a Caracas (2012) durante la campagna elettorale.

### Quarto mandato (2012-2013)

#### Elezioni del 2012

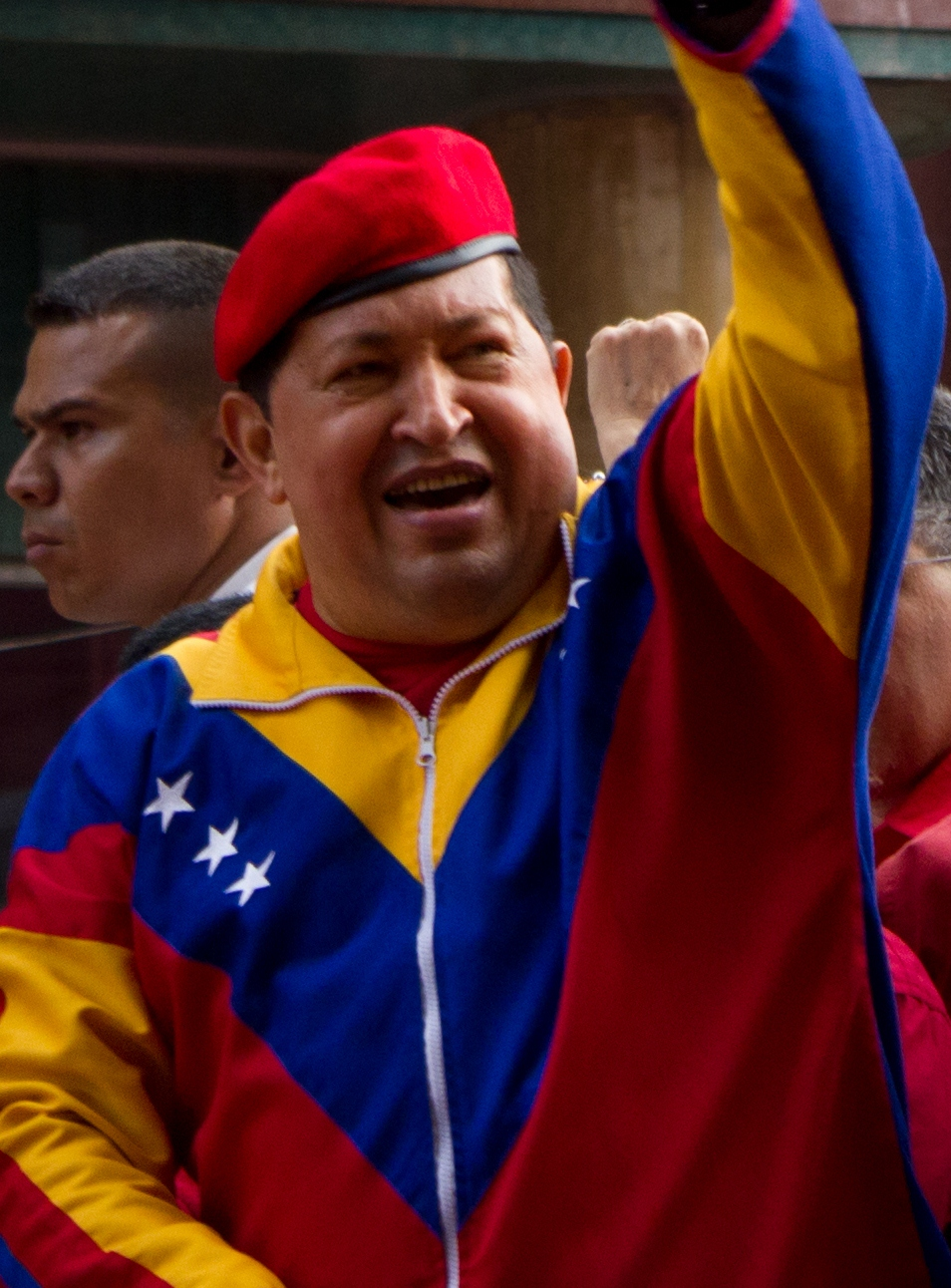
Chávez festeggia dopo l'annuncio della candidatura alle elezioni del 2012.

Hugo Chávez si è ricandidato nuovamente alle elezioni presidenziali di ottobre 2012, il 12 giugno. Insieme alla famiglia e a numerosi sostenitori, ha incominciato il tour elettorale da Caracas, con lo slogan Chávez corazón de mi patria ("Chávez cuore della mia patria"), che riprende il simbolo adottato dai manifesti, un cuore con i colori della bandiera venezuelana
Opposto a Henrique Capriles Radonski del partito Primero Justicia, il 7 ottobre Chávez si è confermato presidente con il 55,25% dei voti contro il 44,13% del suo contendente.

#### Cessione dei poteri a Maduro
Chávez, a causa della malattia che lo ha portato alla morte, non ha potuto giurare ed esercitare realmente il potere, detenuto dal vicepresidente e successore Nicolás Maduro, scelto da lui stesso, a cui cedette il potere reale nei primi mesi del 2013.

## Politiche economiche e sociali

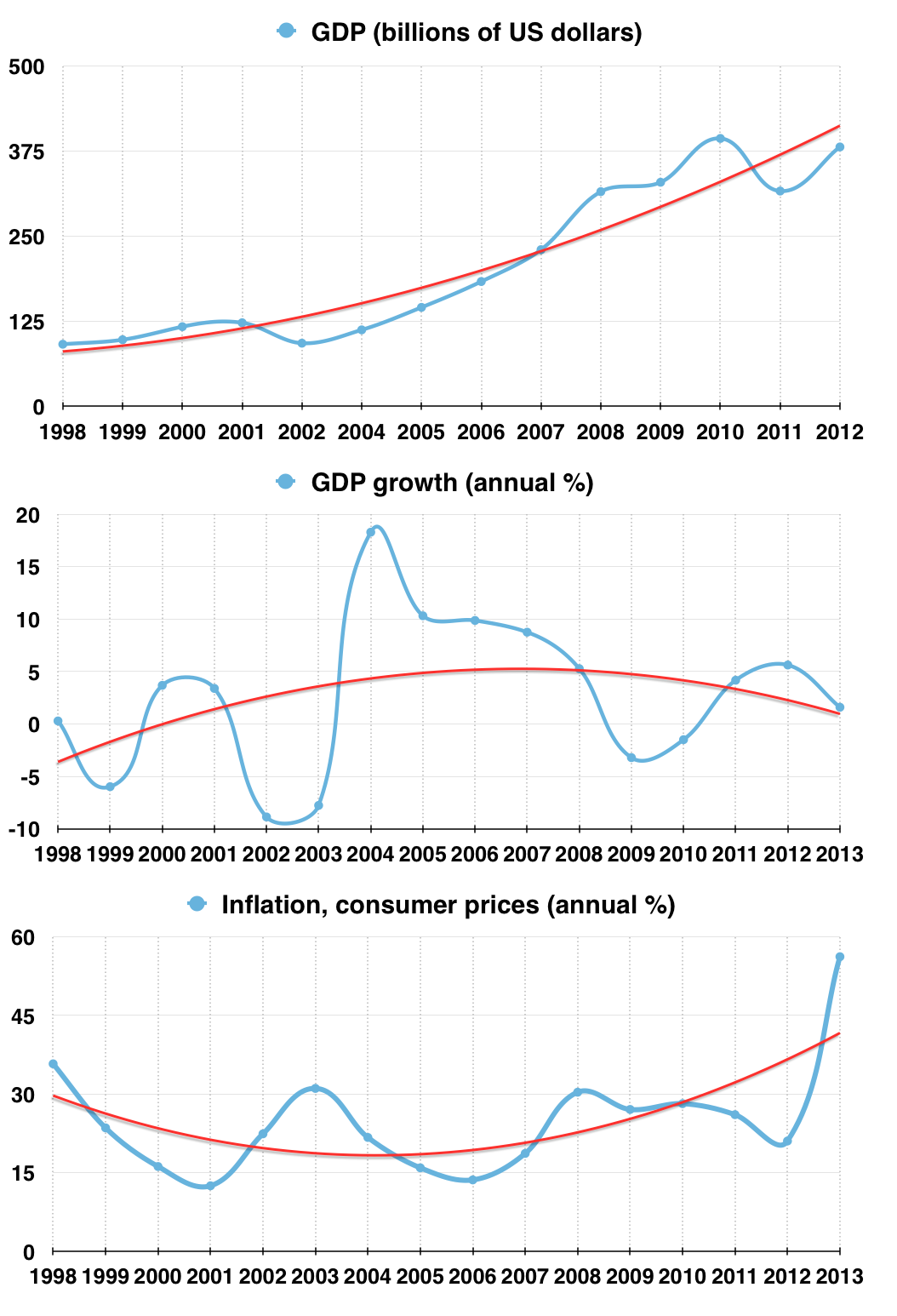
La linea blu rappresenta i tassi annuali. La linea rossa rappresenta i trend dei tassi annuali durante il periodo indicato. GDP è in miliardi di valuta locale, modificata tenendo conto dell'inflazione.
Fonte: Fondo monetario internazionale, Banca Mondiale

Il governo di Chávez, dalla sua prima elezione nel 1999 fino alla sua morte nel 2013 ha emanato una serie di interventi di stampo socialista democratico. Gli interventi hanno riguardato una maggiore redistribuzione della ricchezza, la riforma agraria, e la democratizzazione delle attività economiche attraverso autogestione del posto di lavoro e creazione di cooperative possedute dai lavoratori
Durante il suo governo, è stata incentivata la costruzione di migliaia di cliniche per i poveri. Secondo molte organizzazioni di comprovata autorevolezza, il Venezuela avrebbe fatto progressi nei campi dell'alfabetizzazione, della povertà e dell'assistenza sanitaria.
Il 95,2% dei venezuelani maggiori di 15 anni risultano in grado di leggere e scrivere, e il paese ha raggiunto uno dei più alti tassi di alfabetizzazione della regione, sebbene alcuni studiosi non attribuiscano il maggior grado di alfabetizzazione alle politiche del governo Chávez. Il tasso di povertà è passato dal 48,6% nel 1999 al 32,1% nel 2013, secondo l'istituto di statistica governativo venezuelano (INE). Nei due anni successivi alla morte di Chávez, il tasso di povertà è tornato allo stesso livello del periodo precedente alla sua elezione.
Le politiche sociali introdotte dal governo Chávez si reggevano sull'esportazione del petrolio, avendone il Venezuela le più grandi riserve al mondo, e il governo Chávez ha cominciato a soffrire del male olandese. L'economista Mark Weisbrot, in un'analisi del 2009, ha affermato che, sotto il governo Chávez, "l'espansione economica è cominciata quando il governo ha assunto il controllo delle riserve di petrolio nel primo trimestre del 2003". Chávez si è guadagnato la fama di price hawk all'interno dell'OPEC, premendo per l'applicazione stringente delle quote di produzione e un più alto prezzo del greggio come obiettivo.; Nel 2012 la Banca Mondiale ha chiarito che l'economia venezuelana è "estremamente esposta" a variazioni di prezzo del greggio dal momento che nel 2012 il "96% delle esportazioni nazionali e quasi la metà dei ricavi fiscali" si basava sulla produzione di greggio, mentre a partire dal 2008, secondo Foreign Policy, le esportazioni di tutto tranne il petrolio "sono crollate". L'amministrazione Chávez ha poi usato questi prezzi di greggio nelle sue politiche populiste e con gli elettori. in modo da garantirsi il potere politico.
Gli economisti affermano che l'eccessiva spesa in programmi sociali e politiche commerciali stringenti hanno portato a squilibri nell'economia venezuelana, contribuendo, negli anni finali della sua presidenza, a un'inflazione galoppante, povertà, bassa spesa sanitaria e scarsità di beni. Tutto questo, in particolar modo il rischio di default e la diffidenza nei confronti del settore privato, ha portato a una carenza di investimenti esteri e a valute estere più forti, sebbene il governo venezuelano sostenga che il settore privato sia rimasto sostanzialmente intatto durante la presidenza Chávez nonostante molte nazionalizzazioni. A gennaio 2013, verso la fine della presidenza di Chávez, la Heritage Foundation e il Wall Street Journal hanno valutato la libertà economica del Venezuela con un punteggio basso, pari a 36,1, di venti punti più basso che nel 1999, piazzando la sua libertà al 174º posto tra 177 paesi, con un trend di libertà in declino. Nicholas Kozloff, il biografo di Chávez, ha affermato riguardo alla politica economica di Chávez: "Chávez non ha rovesciato il capitalismo, ma piuttosto ha rifiutato il più estremo modello di sviluppo neoliberale." Secondo gli analisti, i problemi economici patiti dal Venezuela con il presidente Nicolás Maduro si sarebbero avuti con o senza Chávez.

### Cibo e prodotti

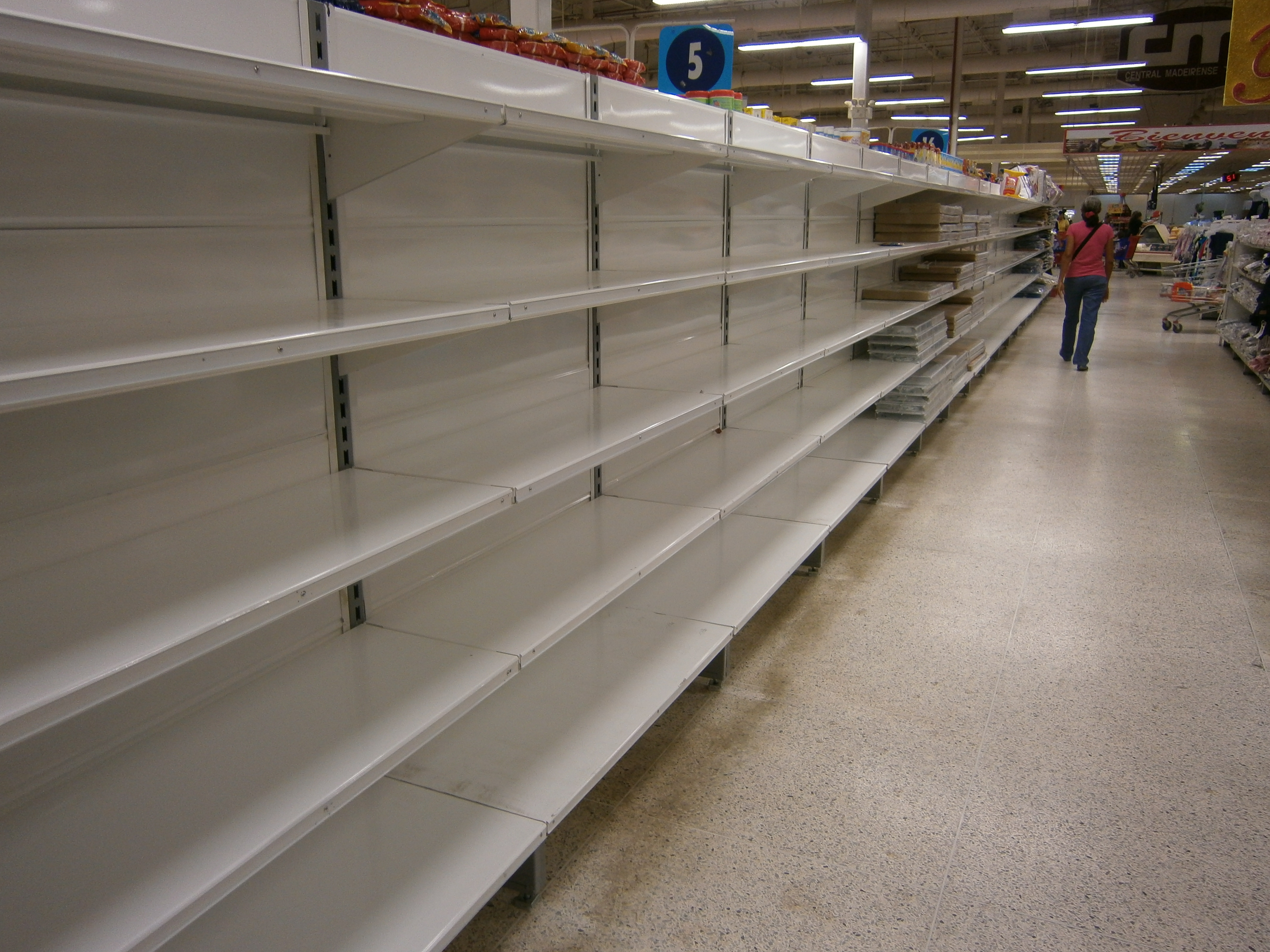
Scaffali vuoti in un supermercato venezuelano a causa della scarsità.

Negli anni '80 e '90, gli indici di salute e nutrizione in Venezuela erano generalmente bassi e la disuguaglianza sociale nell'accesso alla nutrizione era alta. L'obiettivo di Chávez era quello di ridurre le disuguaglianze per quanto riguarda la nutrizione di base, e raggiungere la sovranità alimentare del Venezuela. Al fine di rendere il cibo disponibile a tutte le classi sociali, ha adottato la controversa strategia di fissare dei prezzi massimi per generi di prima necessità a partire dal 2003. Tra il 1998 e il 2006, le morti causate da malnutrizione sono calate del 50%. A ottobre 2009 il direttore esecutivo dell'Istituto Nazionale di Nutrizione (INN) Marilyn Di Luca ha rivelato che l'apporto calorico giornaliero dei venezuelani aveva raggiunto le 2790 calorie, e che la malnutrizione era calata dal 21% del 1998 al 6%. Chávez ha anche espropriato e redistribuito 5 milioni di acri di terra arabile da grandi proprietari terrieri.

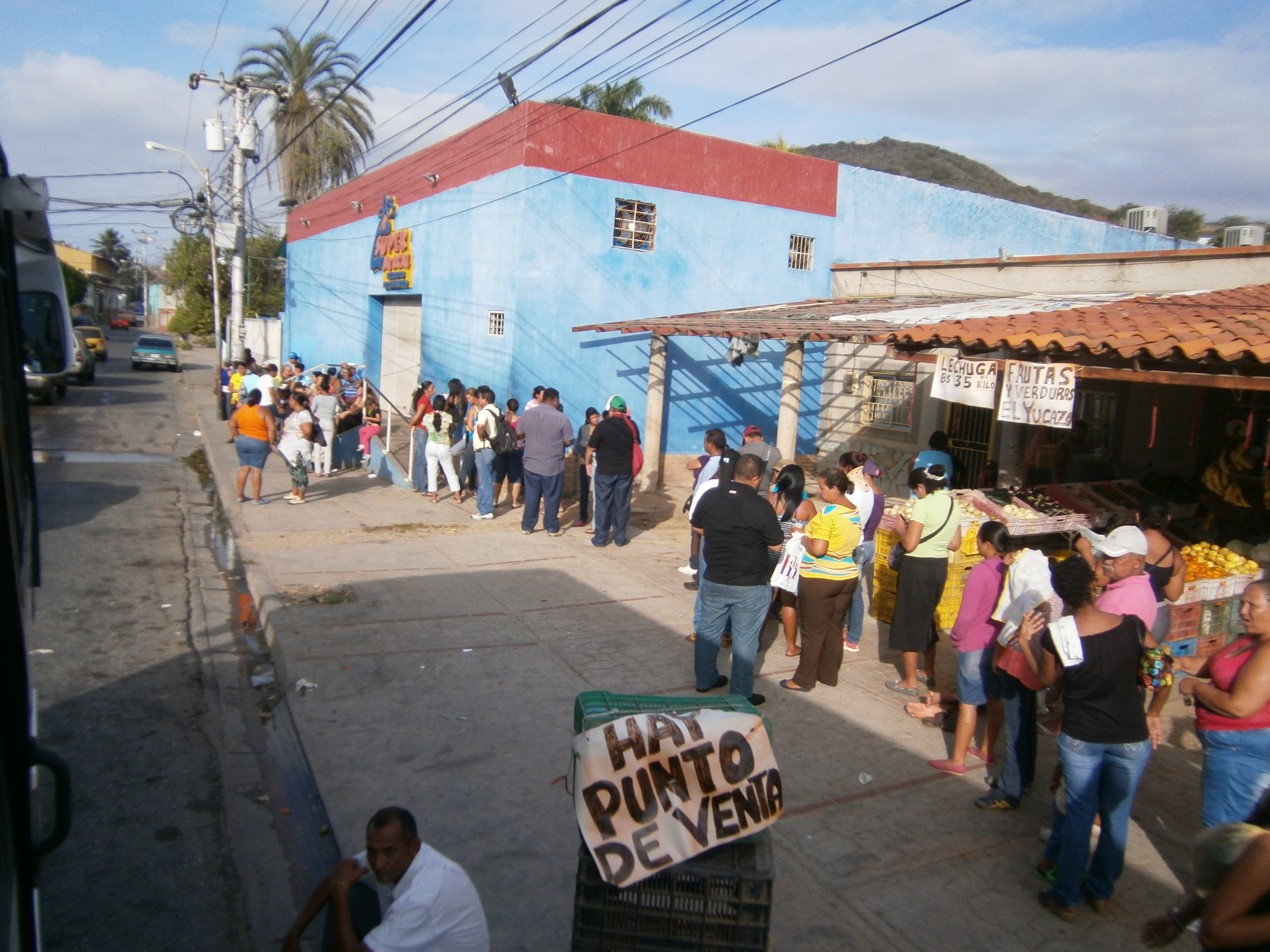
Clienti in fila di fronte a un supermercato MERCAL gestito dallo stato.

Il controllo dei prezzi incominciato da Chávez ha creato scarsità di beni dal momento che i commercianti non potevano più permettersi di importare i prodotti necessari. Chávez ha dato la colpa a "speculatori e incettatori" di queste scarsità e ha applicato rigorosamente la sua politica di controllo dei prezzi, additando chiunque vendeva prodotti alimentari a prezzi più alti come "speculatore". Nel 2011 i prezzi degli alimenti a Caracas erano nove volte più alti di quando il controllo dei prezzi fu istituito e ciò ha causato scarsità di olio da cucina, pollame, latte in polvere, formaggio, zucchero e carne. Il controllo dei prezzi ha incrementato la richiesta di cibo di base rendendo allo stesso tempo difficile importare prodotti. Gli economisti ritengono che questa politica abbia incrementato la scarsità. Carenze di cibo si sono verificate durante la restante parte della presidenza di Chávez con scarsità di generi alimentari tra il 10% e il 20% dal 2010 al 2013. Una possibile spiegazione dell scarsità è la correlazione tra inflazione e sussidi, secondo cui l'assenza di profitto a causa del prezzo regolato influenza le operazioni. Inoltre, la scarsità di dollari ha reso difficile l'acquisto di più cibo importato. La strategia di Chávez in risposta alla carenza di cibo è stata cercare di incrementare la produzione domestica attraverso la nazionalizzazione di larga parte dell'industria alimentare. Tale nazionalizzazione, secondo alcuni, avrebbe prodotto l'effetto contrario e ridotto la produzione.
Nell'ambito di questa strategia, Chávez aprì una catena nazionale di supermercati nota come Mercal network, che aveva 16.000 seicento punti vendita e 85.000 dipendenti e che distribuiva cibo a prezzi molto bassi. Contemporaneamente Chávez espropriò molti supermercati privati. Secondo il ministro del commercio Richard Canan, "il risparmio medio per il cibo di base è di circa il 30%. Ci sono alcuni prodotti, come ad esempio formaggio e carne, che raggiungono un risparmio dal 50% fino al 60% rispetto ai supermercati capitalisti". Il Mercal network è stato oggetto di critiche da parte di alcuni commentatori poiché visto come una strategia di Chávez di apparire come fornitore di cibo economico. I negozi mostravano palesemente la sua immagine. Il Mercal network è stato anch'esso soggetto a frequenti scarsità di generi di prima necessità come ad esempio carne, latte e zucchero e quando qualcosa arrivava, i clienti dovevano fare la fila.

### Le comuni
(Hugo Chávez, maggio 2009)
Dopo la sua elezione nel 1998, più di 100.000 cooperative di proprietà statale furono formate con l'ausilio di fondi governativi e garantendo formazione professionale; e la creazione e mantenimento, in data settembre 2010, di oltre 30.000 consigli delle comuni, esempi di democrazia localizzata partecipata.
Nel 2010 Chávez ha promosso la costruzione di 184 comuni, ospitandovi migliaia di famiglie. Le comuni producevano un po' del loro stesso cibo e potevano prendere decisioni per assemblea popolare riguardo a come impiegare i fondi governativi.

### Il controllo dei cambi

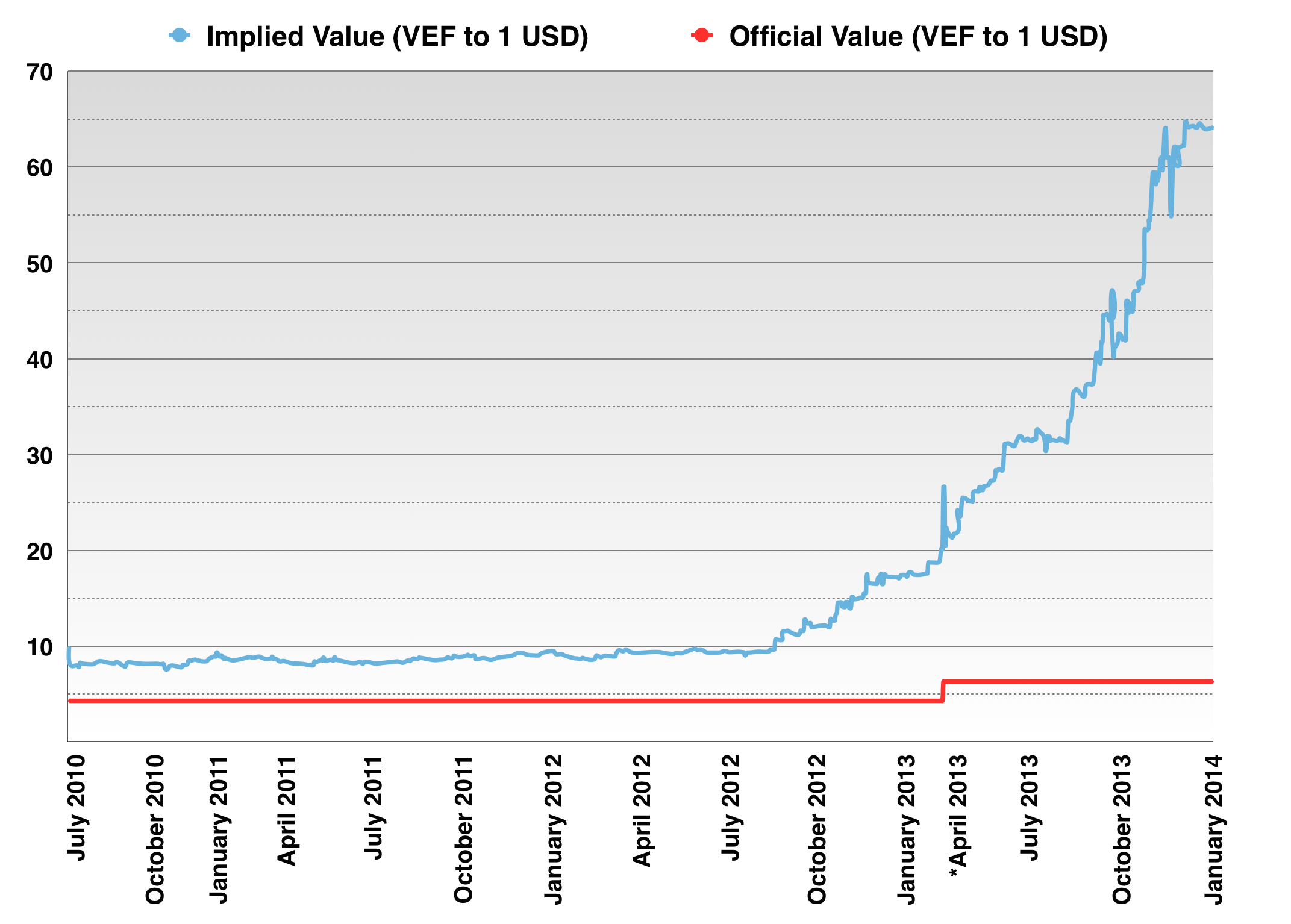
La linea blu rappresenta il valore presunto del VEF rispetto al dollaro statunitense. La linea rossa rappresenta il valore del VEF fissato dal governo venezuelano.
Fonti: Banco Central de Venezuela, Dolar Paralelo, Federal Reserve Bank, International Monetary Fund

Nei primi anni del governo Chávez, i programmi sociali da lui appena creati richiedevano ingenti pagamenti al fine di realizzare i cambiamenti desiderati. Il 5 febbraio 2003 il governo creò CADIVI, un organismo di controllo dei cambi incaricato di gestire le procedure dei cambi di valuta. La sua creazione aveva lo scopo di limitare la fuga di capitali ponendo dei limiti e concedendo solo una limitata quantità di valuta estera. Questi limiti hanno portato alla creazione di un mercato nero di valute estere dal momento che i commercianti venezuelani dipendevano da beni esteri che richiedevano pagamenti con valuta estera affidabile.
Il valore presunto o "valore al mercato nero" è quanto i venezuelani credono valga il Bolívar Fuerte rispetto al dollaro statunitense. I tassi alti nel mercato nero rendono difficile per le imprese acquistare i prodotti necessari dal momento che il governo spesso costringe le imprese a tagliare i prezzi.
Questo induce le imprese a vendere i prodotti con margini di profitto bassi. Da ciò deriva la scarsità di prodotti dal momento che sono impossibilitate a importare i beni dai quali il Venezuela dipende.

## Critiche e aspetti controversi

### Il rapporto con i media
Chávez condusse egli stesso un programma televisivo politico in cui spiegava i suoi provvedimenti e commentava l'attualità, Aló Presidente (letteralmente "Pronto, presidente"): si trattava di una sorta di tribuna politica nella quale il presidente compariva privo di contraddittorio, rispondendo a domande sia dal pubblico in studio che al telefono.
Con l'inizio del secondo mandato di Chávez da presidente del Venezuela, il numero di canali legati al governo vennero aumentati da due (Venezolana de Televisón e Asamblea Nacional TV) a cinque (nacquero i canali Vive, Telesur e Televisora Venezolana Social). Ciò allo scopo di isolare i canali privati nazionali, non soggetti al controllo governativo, sia via etere (quali Venevisión e Televen) sia via cavo (Globovisión, Canal de Noticiase Radio Caracas Televisión (RCTV)), che il presidente non mancava di criticare. Tra le stazioni "indipendenti" le uniche non soggette alle invettive di Chávez erano Puma TV (canale musicale, poi ugualmente statalizzato), Meridiano Televisión (rete sportiva).
Forti furono le critiche per la legge per la tutela dei minori e di responsabilità dei media, emanata in seguito al tentativo di golpe del 2002, che vietò la trasmissione di "immagini violente" prima delle ore 22:00; di fatto il testo normativo lasciò ampia discrezionalità alle autorità nel discernere cosa potesse andare in onda e cosa no. Le reti Televen e Venevisión, in questo frangente, adottarono però una linea molto più morbida verso il governo.

#### La relazione degli osservatori europei sulle elezioni del 2006
Nelle elezioni presidenziali del 3 dicembre 2006, la commissione di Osservazione Internazionale dell'Unione Europea verificò l'andamento della propaganda mediatica televisiva preelettorale:
Le norme pubblicate per il CNE nel luglio 2006 dichiarano che "i media di comunicazione pubblici e privati daranno copertura informativa completa e bilanciata dei fatti in relazione alla campagna elettorale. Con effetto, osserveranno un rigoroso equilibrio per quanto riguarda spazi e gerarchia delle informazioni relative alle attività di sviluppo per tutti i candidati e candidate, organizzazioni con fini politici, gruppi di elettrici ed elettori a livello nazionale".
La maggioranza dei media, privati e pubblici, non hanno rispettato le norme del CNE, offrendo un'informazione di parte e appoggiando apertamente uno dei principali candidati. In tal proposito il CNE non ha effettuato alcuna sanzione né rimprovero, nonostante fosse legittimato per legge. Nella relazione si legge che nella copertura informativa nel canale di Stato, Venezolana de Televisión (VTV), c'è stato un ampio squilibrio a favore del candidato Hugo Chávez. Tuttavia le autorità elettorali aprirono un'indagine amministrativa per chiarire la possibile violazione delle norme elettorali da parte del canale Telesur (creato e finanziato dal Mercosur) per aver divulgato dei risultati di un sondaggio durante la giornata del voto.
I due canali privati più seguiti nel paese hanno palesemente appoggiato il candidato dell'opposizione, Rosales, e criticato pesantemente il presidente uscente.
| Televisione | Televisione | Televisione | Chávez | Rosales |
| VTV         | VTV         | VTV         | 86%    | 14%     |
| RCTV        | RCTV        | RCTV        | 29%    | 69%     |
| Globovision | Globovision | Globovision | 35%    | 65%     |

Per quanto riguarda i canali Televen e Venevisión, la relazione dichiara che esse hanno dedicato minor tempo che altri canali alla campagna elettorale, dando un servizio d'informazione politica e tono critico molto basso, mantenendo comunque una predilezione verso il candidato dell'opposizione.
Gli osservatori hanno notato la drastica riduzione delle apparizioni televisive presidenziali e la riduzione di frequenza di Aló Presidente a partire dalla data di inizio della missione europea del 15 novembre.
Per quanto riguarda i quotidiani nazionali analizzati, Últimas Noticias e, particolarmente, Vea hanno favorito apertamente la campagna di Hugo Chávez, mentre El Nacional, El Universal ed El Nuevo País si sono caratterizzati per le critiche al governo uscente. El Mundo invece è stato il quotidiano più equilibrato.

#### La fine della concessione a RCTV

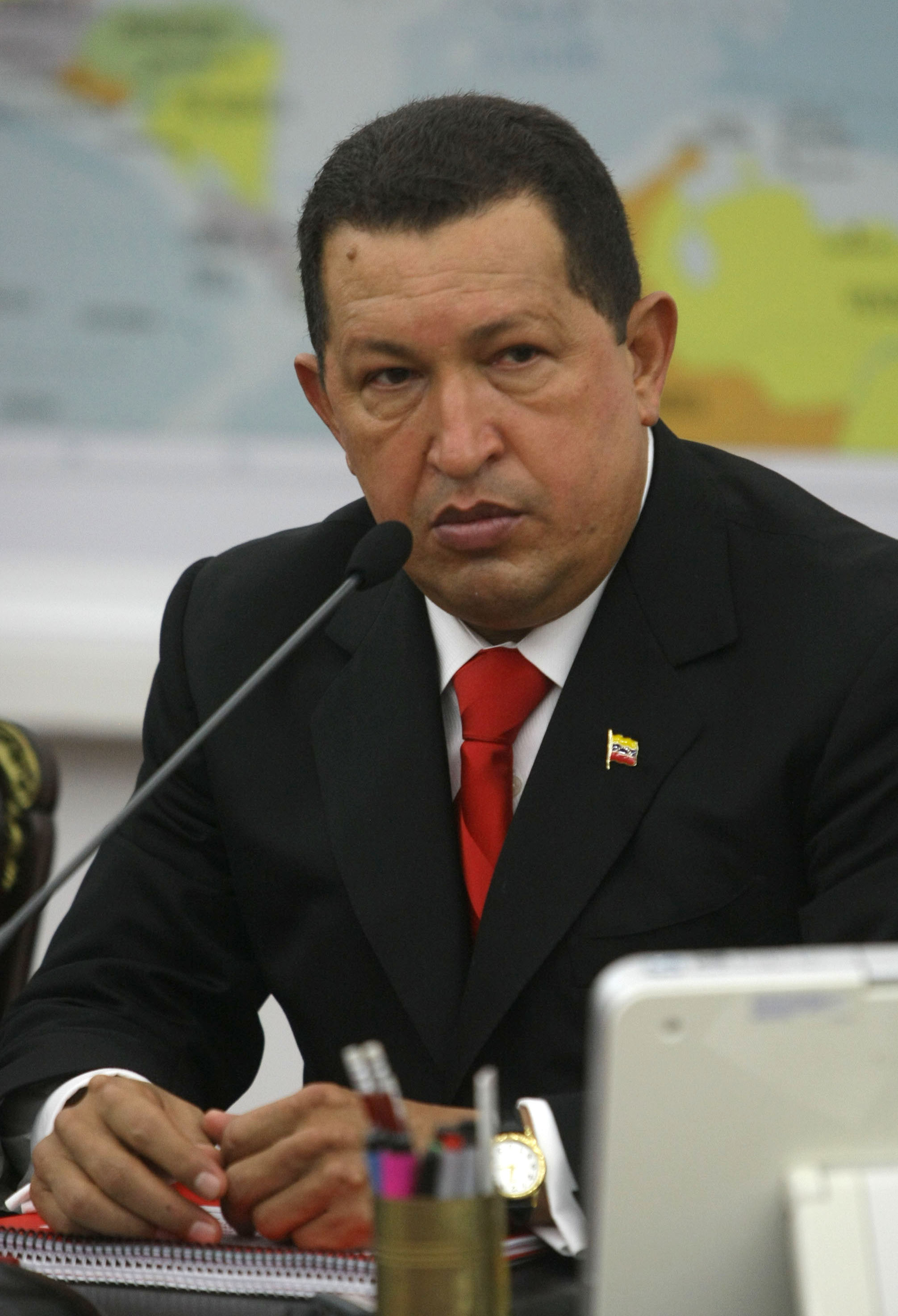
Chávez nel 2010.

Il governo venezuelano nel 2007 non ha rinnovato la concessione delle frequenze e l'autorizzazione a trasmettere a RCTV, il canale televisivo più antico del Venezuela (con oltre 50 anni di trasmissione). L'emittente è stata accusata di continua violazione della legge di responsabilità civile dei media (che limita pornografia e violenza a protezione dei minorenni), di aver appoggiato il golpe del 2002, di campagna persistente mirata al rovesciamento violento del governo e di essere finanziati da un paese straniero (e precisamente dalla CIA) (mancano le fonti). Nonostante la gravità di tali affermazioni, raccolte anche in libri come Il codice Chávez di Eva Golinger, non è stata effettuata alcuna denuncia nei confronti del canale o dei suoi dipendenti. Di conseguenza, l'emittente non ha potuto effettuare una difesa processuale del suo operato e l'autorità giudiziaria non ha potuto verificare la fondatezza delle accuse.
La data prevista per la revoca delle frequenze era stata fissata per il 27 maggio 2007, subito contestata e portata di fronte al Tribunale Supremo di Giustizia. Nonostante la Corte Suprema di Giustizia non avesse ancora formulato sentenza al ricorso di RCTV, il presidente Hugo Chávez ufficializzò mediante decreto (11 maggio 2007) il passaggio della concessione delle frequenze alla Televisora Venezolana Social (TVes), la nuova rete di servizio pubblico del Venezuela che incominciò le sue trasmissioni il 28 maggio 2007.
Il canale, in mancanza di frequenze e della propria strumentazione (ripetitori televisivi) per trasmettere via antenna (materiale confiscato dal governo), non riuscì a trasmettere né via cavo né via satellite fino al 20 luglio 2007 (traguardo raggiunto dopo numerose difficoltà burocratiche). Durante questo periodo l'emittente trasmise attraverso la rete informatica con un suo programma, il notiziario "L'observador" tramite YouTube.
Il presidente Chávez, nei confronti del canale RCTV, non risparmiò di commentare il provvedimento:
Forti sono state le contestazioni contro l'oscuramento dello storico canale venezuelano, con cortei e manifestazioni (specialmente da parte di studenti universitari). Il clima della protesta degenerò in seguito agli scontri verificatisi tra dimostranti e Guardia Nacional e della Polizia Metropolitana. I tafferugli sono stati documentati da una troupe peruviana, guidata dalla giornalista Anuska Buenaluque. La troupe peruviana riprese le immagini finché non ci fu il tentativo di sequestro della telecamera da parte di alcuni agenti della Guardia Nacional e il successivo uso delle armi in dotazione per le operazioni di ordine pubblico contro la giornalista e il cameraman (entrambi lievemente feriti con proiettili di gomma).
Il reportage è stato successivamente trasmesso dal canale peruviano América Televisión nel programma "Cuarto poder" ("Quarto potere") e su YouTube. L'unico canale a trasmettere i disordini e le manifestazioni a Caracas è stato un canale privato, Globovisión (violando peraltro la legge per la tutela dei minori e della responsabilità civile dei media che limita la trasmissione di immagini violente), mentre i canali governativi e i rimanenti di opposizione (Televen, Venevisión, ecc.) hanno ignorato gli scontri e continuato a trasmettere la normale programmazione.

### La democrazia durante il governo Chávez
Considerate le manifestazioni e scioperi anche di grandi dimensioni, come quello del 10 dicembre 2001, il più grande della storia del Venezuela, il governo americano, su alcuni cablogrammi riservati della CIA resi pubblici da WikiLeaks, ha cercato di spiegare la discrepanza tra un basso consenso popolare e lo schiacciante successo elettorale di Chávez.
Secondo il governo americano Hugo Chávez avrebbe utilizzato fondi statali praticamente illimitati per attività di propaganda, e gli alti prezzi del petrolio avrebbero facilitato il suo successo. L'opposizione, al contrario, si sarebbe frammentata in più partiti, che concorrevano al medesimo seggio e le scarse risorse finanziarie sarebbero state male investite. Chávez avrebbe elargito enormi quantità di denaro in cambio di voti. Avrebbe mobilitato i ceti bassi del Venezuela, persino persone che si astenevano da molti anni dal votare, fornendo a venezuelani privi di documenti di identità e a stranieri dei documenti di identità validi; sarebbero stati naturalizzati circa 3000-4000 stranieri all'anno, i quali avrebbero poi votato per lui.
Secondo le stesse fonti, avrebbe avuto il controllo del CNE (Consiglio Nazionale Elettorale, l'organismo di gestione e controllo del processo elettorale) e, "per estensione, delle missioni internazionali di osservazione".
Infine, sempre secondo il succitato documento, Chávez avrebbe utilizzato la magistratura al fine di incarcerare o intimorire i politici dell'opposizione oppure le ONG accusate di ricevere denaro dagli Stati Uniti (attraverso la National Endowment for Democracy - NED) al fine di rovesciare il governo. Stando a quanto riportato su WikiLeaks, la cifra in questione sarebbe attorno ai 30 mila dollari statunitensi. Avrebbe anche fatto pressioni sulle più alte gerarchie della magistratura venezuelana al fine di coprire eventuali notizie in caso di scandali del suo governo.

### Supporto alle FARC

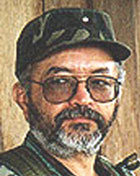
Raúl Reyes

Secondo l'International Institute for Strategic Studies (IISS), "il governo Chavez avrebbe istituito un ufficio delle FARC a Caracas e avrebbe dato loro accesso ai servizi di intelligence del Venezuela" e ha detto che durante il tentativo di colpo di Stato del 2002 le FARC hanno risposto alle richieste dei servizi segreti venezuelani di fornire formazione in terrorismo urbano riguardo ad uccisioni mirate e all'uso di esplosivi. L'IISS continua affermando che "l'archivio offre promettenti ma non comprovate allusioni al fatto che le FARC potrebbero aver commesso assassinii degli oppositori politici di Chavez per conto dello stato del Venezuela". I diplomatici venezuelani hanno smentito le conclusioni dell'IISS dicendo che contengono "inaccuratezze di base".
Inoltre, alcuni documenti di WikiLeaks risalenti al 2002 riporterebbero l'esistenza, già allora, di accampamenti FARC in Venezuela e che alle alte gerarchie militari è stato chiesto di chiudere un occhio sulla presenza di accampamenti FARC ed ELN.
Nel 2007 le autorità colombiane affermarono di aver trovato, in un portatile confiscato in un raid contro Raúl Reyes, documenti che attestavano che Hugo Chávez aveva offerto un pagamento di 300 milioni di dollari alle FARC "tra altri rapporti finanziari e politici di anni addietro" assieme ad altri documenti riguardo a "incontri di alto livello tra i ribelli e gli ufficiali ecuadoriani" e alcuni documenti che riportavano che le FARC avevano acquistato e venduto uranio".
Nel 2015 l'ex-guardia del corpo di Chávez, Leamsy Salazar, ha affermato in Bumerán Chávez che Chávez incontrò l'alto comando delle FARC nel 2007 da qualche parte in Venezuela. Chávez inventò un metodo secondo cui le FARC avrebbero rifornito il governo venezuelano con droga che sarebbe stata trasportata dentro mucche vive e le FARC avrebbero ricevuto denaro e armi dal governo venezuelano. Secondo Salazar, ciò fu fatto per indebolire il presidente colombiano Álvaro Uribe, nemico di Chávez.

## Riconoscimenti

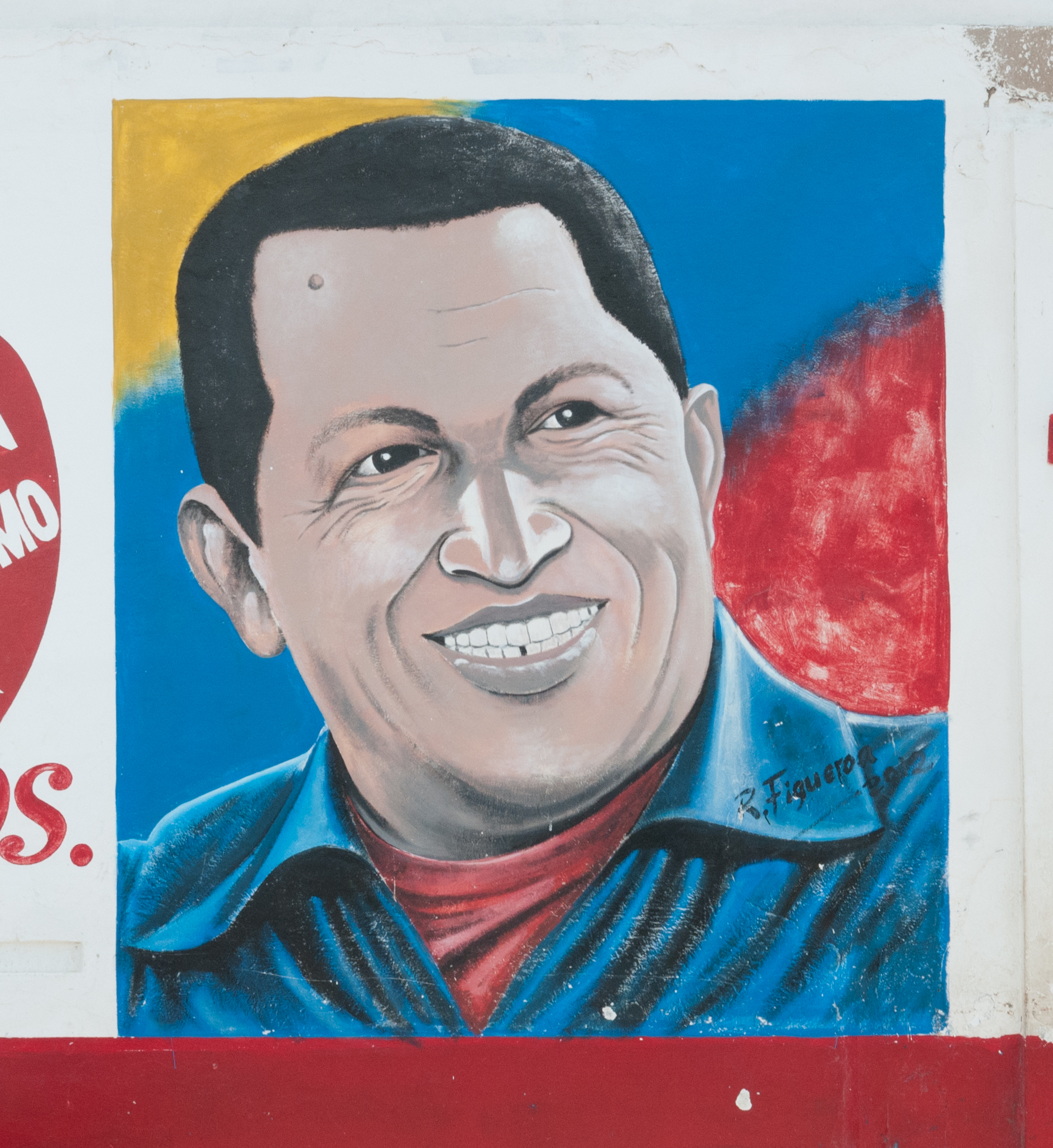
Murales dedicato a Chávez a Punta de Piedras.

Nel 2005 e nel 2006 lo statunitense Time magazine ha incluso Hugo Chávez nella propria lista delle 100 persone più influenti. In una lista del 2006 stilata dal magazine britannico New Statesman, è stato votato undicesimo nella lista di "Eroi del nostro tempo". Nel 2010 il magazine incluse Chávez nel suo annuale Le 50 più influenti figure del mondo al decimo posto. I suoi bibliografi Marcano e Tyszka hanno sostenuto che già nei primi anni della sua presidenza "abbia ottenuto il suo posto nella storia come il presidente più amato e più disprezzato allo stesso tempo."
Durante il suo mandato, Chávez fu premiato con le seguenti lauree ad honorem:
- Laurea Honoris Causa in Scienze Politiche – da parte della Kyung Hee University (Corea del Sud) dal rettore Chungwon Choue il 16 ottobre 1999.
- Laurea Honoris Causa in Scienze Giuridiche – dall'Universidad Autónoma de Santo Domingo (Repubblica Dominicana) il 9 marzo 2001.
- Laurea Honoris Causa – dall'Università di Brasilia (Brasile) dal rettore Alberto Pérez il 3 aprile 2001.
- Laurea Honoris Causa – dalla Diplomatic Academy of the Ministry of Foreign Affairs della Federazione Russa il 15 maggio 2001.
- Laurea Honoris Causa in Economia – dalla facoltà di Economia e Commercio dell'Università di Pechino (Repubblica Popolare Cinese) il 24 maggio 2001.

## Filmografia
- The Revolution Will Not Be Televised, diretto da Kim Bartley, Donnacha Ó Briain - documentario (2003)
- ¿¡Revolución!?, diretto da Charles Gervais - documentario (2006)
- The War on Democracy (La guerra alla democrazia), di e con John Pilger - documentario (2007)
- A sud del confine (South of the Border), diretto da Oliver Stone - documentario (2009)